# Noruega
Noruega (en noruego bokmål: Norgeⓘ; en noruego nynorsk: Noregⓘ; en sami septentrional: Norga), oficialmente Reino de Noruega, es un país soberano ubicado en Europa del norte, cuya forma de gobierno es la monarquía democrática parlamentaria. Su territorio está organizado en once provincias o fylker y su capital y ciudad más poblada es Oslo.
Junto con Suecia, Finlandia y una parte de Rusia, forma la península escandinava. Por otro lado, Noruega, Suecia y Dinamarca, conforman Escandinavia. Las islas de Svalbard y Jan Mayen son también parte del territorio nacional noruego. La soberanía sobre Svalbard se estableció en el tratado de Svalbard, firmado en 1920, y tiene su capital en Longyearbyen. La isla Bouvet, en el Atlántico sur, y la isla de Pedro I, en el sur del océano Pacífico, se consideran dependencias y por lo tanto no conforman parte del Reino como tal. Noruega es uno de los siete países que reclama territorio antártico: la Tierra de la Reina Maud.
Su territorio, situado entre los paralelos 54° y 71° latitud norte y entre los meridianos 4° y 31° longitud este, tiene fronteras al norte con el mar de Barents, al nordeste con Rusia y Finlandia, al este con Suecia, al sur con el estrecho de Skagerrak y al oeste con el océano Atlántico. A lo largo de su extensa costa atlántica, Noruega tiene numerosos fiordos, valles de origen glaciar que son un icono del país.
Desde la Segunda Guerra Mundial, el país ha experimentado un rápido crecimiento económico y es en la actualidad uno de los países más ricos del mundo, situado en tercer lugar según su PIB per cápita. Noruega mantiene el modelo nórdico de bienestar con atención médica universal y un sistema de seguridad social integral, y sus valores están arraigados en ideales igualitarios. El Estado noruego tiene grandes posiciones de propiedad en sectores industriales clave, con amplias reservas de petróleo (Equinor), gas natural, minerales, madera, mariscos y agua dulce. La industria del petróleo representa alrededor de una cuarta parte del producto interno bruto (PIB) del país. Sobre una base per cápita, Noruega es el mayor productor de petróleo y gas natural del mundo fuera del Oriente Medio.
Los valores de equidad social de la sociedad noruega ha mantenido la diferencia salarial entre el trabajador peor pagado y los directivos de la mayoría de las empresas mucho menor en comparación con las economías occidentales, poseyendo uno de los índices de criminalidad más bajos del mundo.
Noruega es el tercer exportador de petróleo del mundo después de Rusia y Arabia Saudita y su industria del crudo supone una cuarta parte de su PIB. El país también posee abundantes recursos naturales como energía hidroeléctrica, gas natural, minerales, pesca y silvicultura. En 2006 era el segundo exportador mundial de pesca marítima después de China. Otros sectores de su economía incluyen la industria alimentaria, la construcción naval, la metalurgia y la minería, la producción de papel y de productos químicos. En 2009 fue el país con el más alto índice de desarrollo humano (IDH), lugar que ha ocupado desde entonces y actualmente posee un índice de 0.953. De 2001 a 2006 ocupó la primera posición en el IDH, pero le superó Islandia en 2006; sin embargo, recuperó la posición en 2009. En 2007 fue el país más pacífico del mundo según el índice de paz global, aunque desde entonces ha perdido posiciones y en 2015 se encontraba en el decimoséptimo lugar. También es conocido por ser uno de los países más seguros, así como el más democrático según un informe de 2014 de The Economist.
El idioma oficial es el noruego —en sus dos modalidades escritas: bokmål y nynorsk—, una lengua norgermánica relacionada directamente con el danés y el sueco. En su mayor parte, los hablantes de noruego y sueco pueden entenderse entre sí, aunque teniendo ciertas dificultades para comprender el danés.

## Etimología
Su nombre oficial es Reino de Noruega: Kongeriket Norge en bokmål y Kongeriket Noreg en nynorsk. En otras lenguas habladas en el país tiene los siguientes nombres:
- Sami septentrional: Norga o Norgga gonagasriika.
- Sami de Lule: Vuodna o Vuona gånågisrijkka.
- Sami meridional: Nøørje o Nøørjen gånkarijhke.
- Kven: Norja o Norjan kuningaskunta.

Muchos etimologistas creen que el nombre del país viene de las lenguas germánicas nórdicas y que significa «la ruta del norte» o «el camino hacia el norte», que en nórdico antiguo sería Nord veg o Norð vegri. En nórdico antiguo, el nombre de Noruega era Nóreegr, en sajón antiguo Norþ weg y en latín medieval Norvegia.
La evidencia escrita más antigua de la utilización del topónimo «Noruega» data del siglo IX en una traducción en anglosajón de un libro de Paulo Orosio, Siete libros de historia en contra de los paganos, traducción que hizo el rey Alfredo el Grande de Wessex para incluir un recuento suyo de los viajes de Ohthere de Hålogaland, una aventura vikinga.

## Historia

### Prehistoria

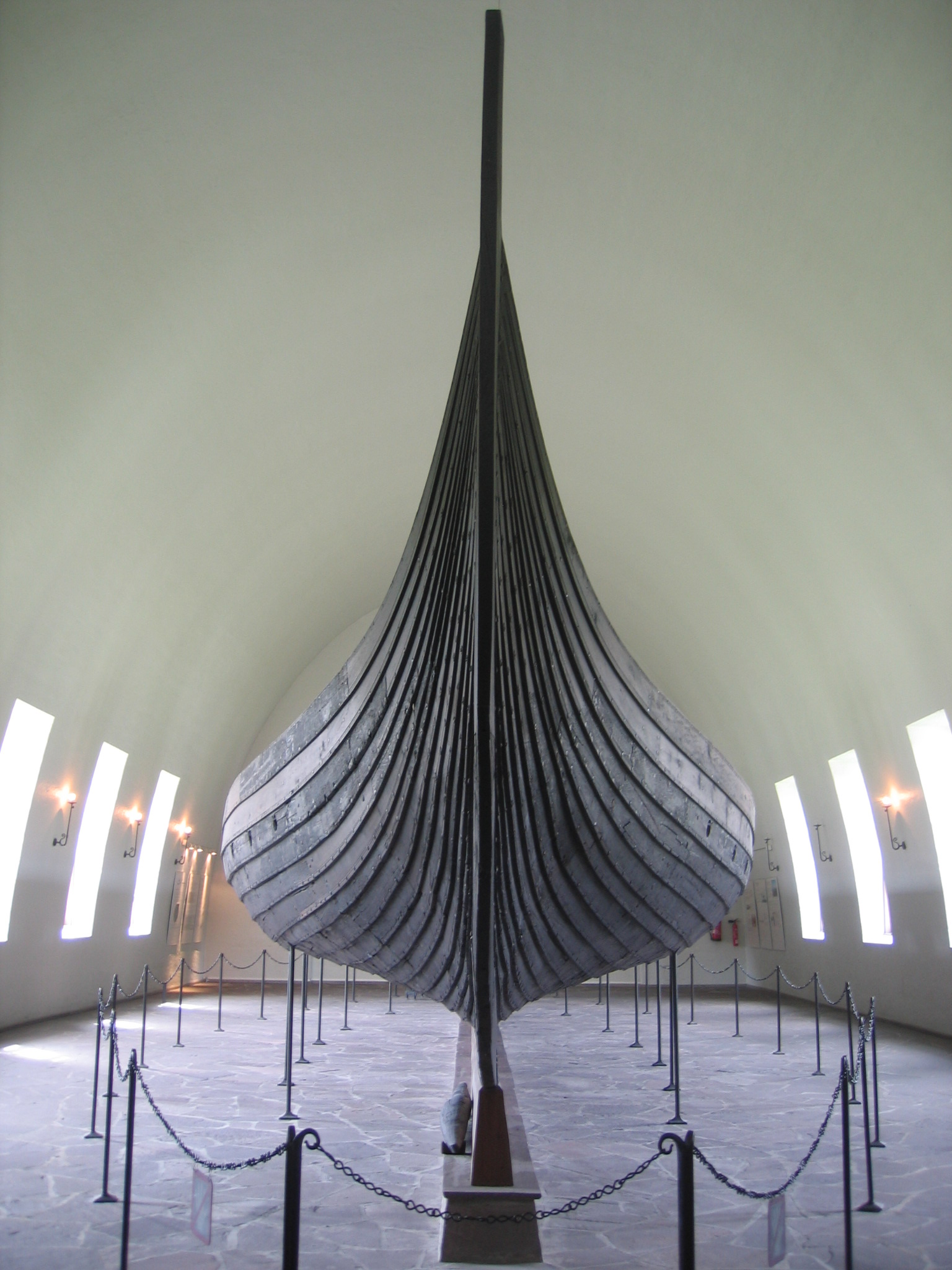
El barco de Gokstad en el Museo de barcos vikingos de Oslo, Noruega.

El territorio noruego fue poblado por primera vez hace unos 12000 años, es decir, en 10000 a. C. Se cree que llegaron a través de la actual Finlandia y que ya tenían un gran culto hacia el mar, ya que era su principal fuente de alimento.

### Época vikinga

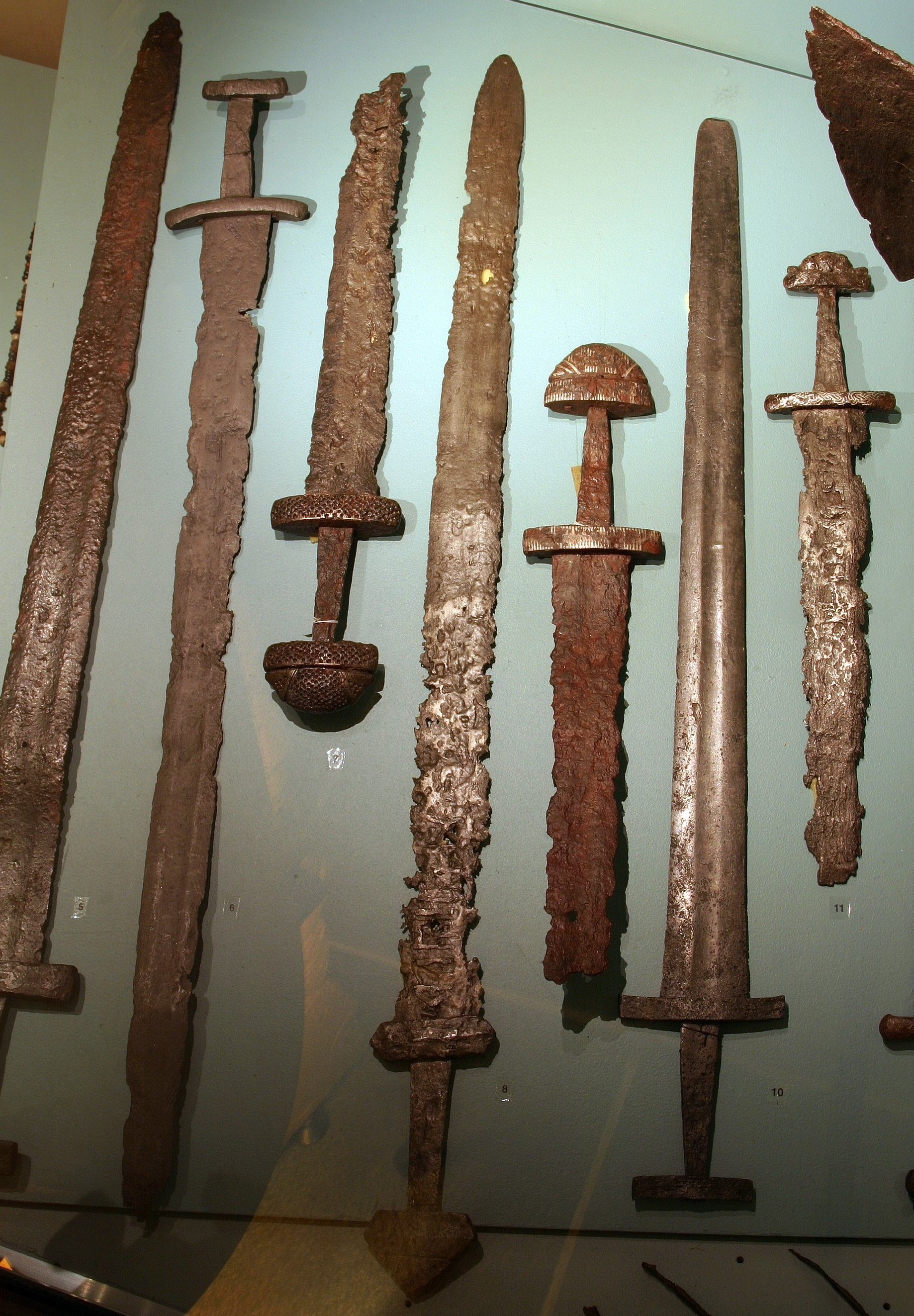
Espadas vikingas encontradas en Noruega, conservadas en el museo de Bergen

El período vikingo —entre los siglos IX y XI— significó la unificación y la expansión de Noruega. El rey Harald I «el rubio», según las sagas, unificó Noruega. Su reinado duró de 872 a 930. Algunos de sus sucesores fueron Haakon I «el bueno» y Olaf I.

### Unión de Kalmar
Tras la muerte de Haakon VI en 1379, su hijo, Olaf IV de Noruega, con solo diez años, ya era sucesor al trono de Dinamarca. Tras su repentina muerte, su madre, Margarita I de Dinamarca, eligió adoptar a su sobrino nieto Erico de Pomerania y lo llevó a Dinamarca, donde se proclamó rey de ambos países, así como de Suecia, dando lugar a la Unión de Kalmar.

### Reino de Dinamarca y Noruega
Tras la salida de Suecia de la Unión, Noruega permaneció unida a Dinamarca hasta 1814. Algunos se refieren a este como noche de 400 años debido a la inferioridad de Noruega en dicha unión, pues todo el poder real, intelectual y administrativo estaba localizado en Copenhague. Sin embargo, dicha unión fue beneficiosa para ambos, pues Noruega se recuperó de la catástrofe demográfica que supuso la peste negra y recibió suministros de grano y comida desde Dinamarca, a la vez que proveía a esta última de madera, metal y pescado.
Después de la alianza de Dinamarca con Napoleón, Noruega se cedió al rey de Suecia en 1814.

La Unión de Kalmar (1397–1523).

### Noruega independiente
En Noruega creció la irritación durante el siglo XIX sobre la unión de los dos reinos y finalmente la unión personal con Suecia se disolvió en 1905, cuando el gobierno noruego ofreció el trono de Noruega al Príncipe Carlos de Dinamarca. Tras un plebiscito en el que se aprobó el restablecimiento de una monarquía propia, el parlamento lo eligió rey unánimemente. Tomó el nombre de Haakon VII, siguiendo el linaje de los reyes de la Noruega independiente.
Noruega se mantuvo neutral durante la Primera Guerra Mundial, pero como resultado de la invasión de la Alemania nazi y la ocupación de Noruega durante la Segunda Guerra Mundial, los noruegos se tornaron escépticos ante el concepto de neutralidad. Noruega fue uno de los firmantes del tratado fundador de la OTAN en 1949 y fue un miembro fundador de las Naciones Unidas. Noruega rechazó mediante referéndum su ingreso a la Unión Europea (UE) en dos ocasiones (1972 y 1994), pero se vincula con ella mediante el Espacio Económico Europeo (EEE).

### Ataques terroristas
En los años 1990, Noruega se hizo conocido por la gran cantidad de delitos y hechos violentos relacionadas con el movimiento del black metal noruego, apareciendo en diferentes medios de comunicación como la prensa periódica, revistas, programas televisivos de todo el mundo.
El 22 de julio de 2011, Noruega sufrió un atentado terrorista con la explosión de un coche bomba en Oslo y un tiroteo en la isla de Utøya, cercana a la capital. Ambos ataques tuvieron un mismo autor, Anders Behring Breivik. El coche bomba explotó en el centro de Oslo, en la zona gubernamental afectando a las oficinas del primer ministro noruego y al Ministerio de Petróleo y Energía. En la isla de Utøya, lugar del tiroteo mortal, se encontraban un grupo de jóvenes pertenecientes a las Juventudes Socialistas, que estaban en un campamento y esperaban la visita del primer ministro de Noruega. En la explosión de Oslo murieron ocho personas y en la isla de Utøya, otras sesenta y nueve, con un total de setenta y siete víctimas mortales en este doble atentado.

## Gobierno

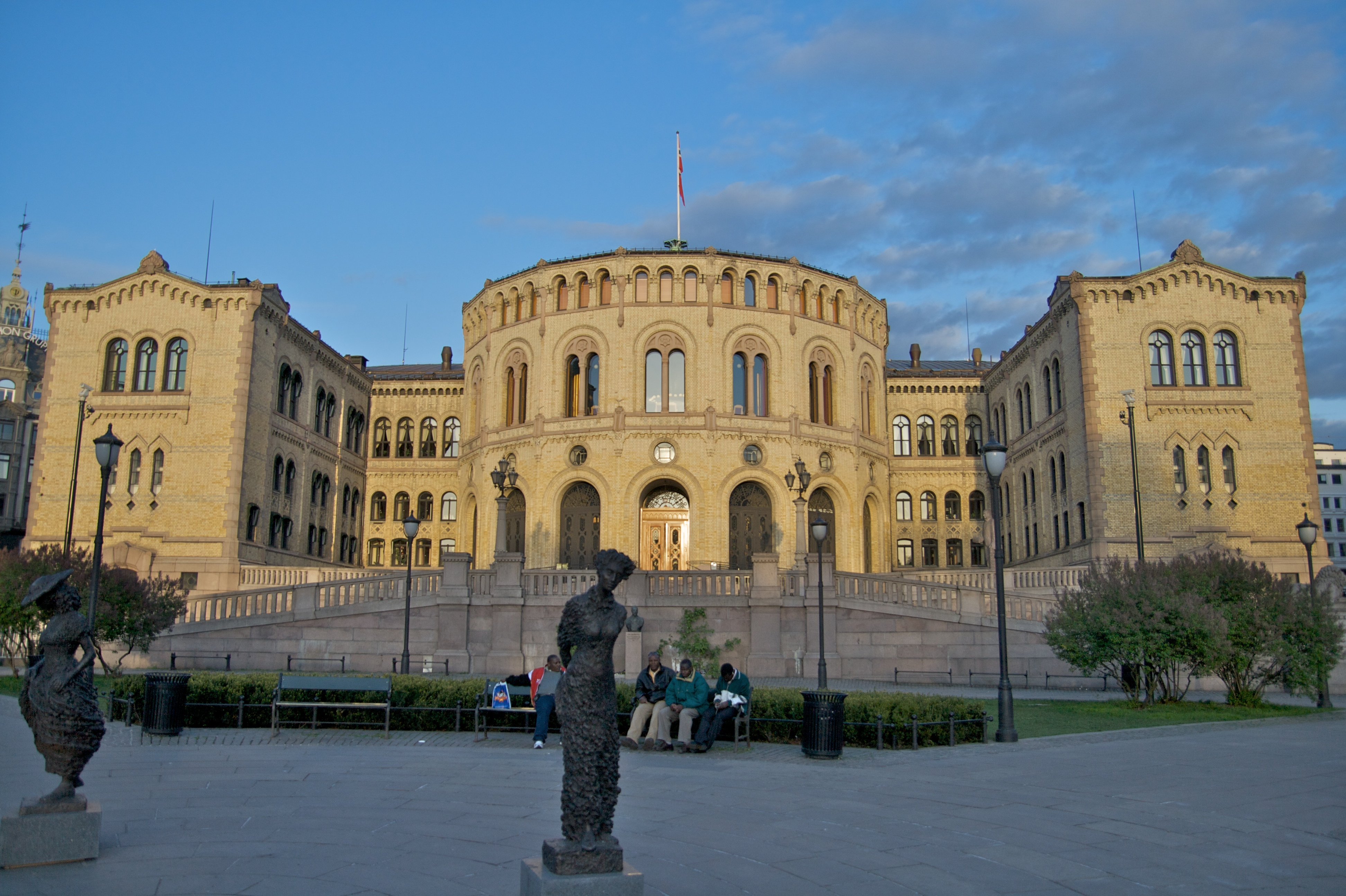
El Palacio del Storting, sede del parlamento de Noruega.

Noruega es una monarquía parlamentaria, y las funciones del rey son principalmente ceremoniales, pero posee una influencia como el símbolo de unión nacional. Aunque la constitución de 1814 garantiza poderes ejecutivos importantes al rey, estos son en casi todo caso ejecutados por el consejo de estado en el nombre del rey (consejo del rey). El consejo de estado o gabinete consta del primer ministro y su consejo, nombrado por el rey. Desde 1884, el sistema parlamentario ha asegurado que el consejo tenga aprobación del parlamento, por lo que los nombramientos realizados por el rey son una simple formalidad.
Los 169 miembros del parlamento noruego, o Storting, son elegidos desde las once provincias por términos de cuatro años de acuerdo a la representación proporcional. Hasta el año 2009 el parlamento noruego elegía a un cuarto de sus miembros para formar una cámara alta o Lagting, mientras los otros miembros constituían una cámara baja u Odelsting.
Los títulos de los Soberanos de Noruega son los siguientes:
- El rey (872-) es el Jefe de Estado.
- El primer ministro (1814-) es el Jefe de Gobierno.

### Fuerzas armadas

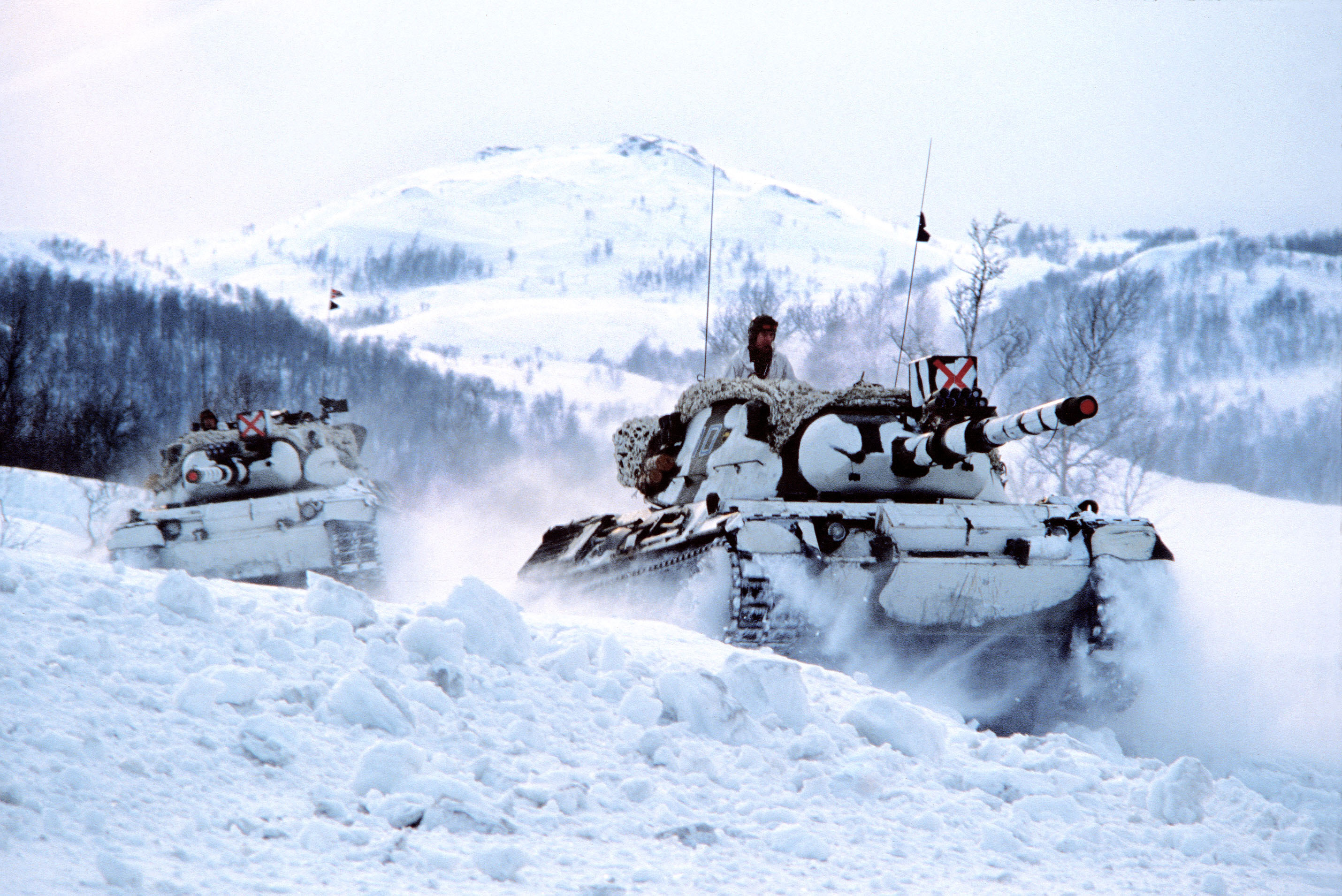
Tanques Leopard del Ejército Noruego en la nieve de Målselv.

Las Fuerzas Armadas de Noruega emplean a más de 25 000 personas, incluyendo trabajadores civiles. De acuerdo a los planes de movilización de 2009, el total de personal en combate puede llegar hasta 83 000 elementos. El servicio militar es obligatorio (incluye un entrenamiento de 6-12 meses); en 2013, se convirtió en el primer país de Europa y de la OTAN en recibir mujeres y hombres. Sin embargo, debido a la menor necesidad de militares después del fin de la Guerra fría, pocas personas se ofrecen como voluntarios si no se les motiva. Las Fuerzas Armadas están subordinadas ante el Ministerio de Defensa Noruego. El comandante en jefe es el rey Harald V. Las fuerzas armadas se dividen en las siguientes ramas: el Ejército, la Armada Real, la Fuerza Aérea, la Guardia Cibernética y la Guardia Nacional.
En respuesta a la invasión alemana de 1940, Noruega fue uno de los países fundadores de la Organización del Tratado del Atlántico Norte (OTAN) el 4 de abril de 1949. Recientemente, Noruega contribuye con la Fuerza Internacional de Asistencia para la Seguridad (ISAF) en la Guerra de Afganistán. Además, Noruega contribuyó con varias misiones en distintos contextos con la ONU, la OTAN y la Política Común de Seguridad y Defensa de la Unión Europea.

### Derechos humanos
En materia de derechos humanos, respecto a la pertenencia a los siete organismos de la Carta Internacional de Derechos Humanos, que incluyen al Comité de Derechos Humanos (HRC), Noruega ha firmado o ratificado:
| Noruega | Tratados internacionales | Tratados internacionales  | Tratados internacionales | Tratados internacionales | Tratados internacionales | Tratados internacionales | Tratados internacionales    | Tratados internacionales | Tratados internacionales | Tratados internacionales | Tratados internacionales    | Tratados internacionales | Tratados internacionales | Tratados internacionales | Tratados internacionales | Tratados internacionales  | Tratados internacionales    | Tratados internacionales  |
| --- | ------------------------ | ------------------------- | ------------------------ | ------------------------ | ------------------------ | ------------------------ | --------------------------- | ------------------------ | ------------------------ | ------------------------ | --------------------------- | ------------------------ | ------------------------ | ------------------------ | ------------------------ | ------------------------- | --------------------------- | ------------------------- |
| Noruega | CESCR                    | CESCR                     | CCPR                     | CCPR                     | CCPR                     | CERD                     | CED                         | CEDAW                    | CEDAW                    | CAT                      | CAT                         | CRC                      | CRC                      | CRC                      | CRC                      | MWC                       | CRPD                        | CRPD                      |
| Noruega | CESCR                    | CESCR-OP                  | CCPR                     | CCPR-OP1                 | CCPR-OP2-DP              | CERD                     | CED                         | CEDAW                    | CEDAW-OP                 | CAT                      | CAT-OP                      | CRC                      | CRC-OP-AC                | CRC-OP-SC                | CRC-OP-CP                | MWC                       | CRPD                        | CRPD-OP                   |
| Pertenencia | Firmado y ratificado.    | Ni firmado ni ratificado. | Firmado y ratificado.    | Firmado y ratificado.    | Firmado y ratificado.    | Firmado y ratificado.    | Firmado pero no ratificado. | Firmado y ratificado.    | Firmado y ratificado.    | Firmado y ratificado.    | Firmado pero no ratificado. | Firmado y ratificado.    | Firmado y ratificado.    | Firmado y ratificado.    | Sin información.         | Ni firmado ni ratificado. | Firmado pero no ratificado. | Ni firmado ni ratificado. |
| Firmado y ratificado, firmado, pero no ratificado, ni firmado ni ratificado, sin información, ha accedido a firmar y ratificar el órgano en cuestión, pero también reconoce la competencia de recibir y procesar comunicaciones individuales por parte de los órganos competentes. |                          |                           |                          |                          |                          |                          |                             |                          |                          |                          |                             |                          |                          |                          |                          |                           |                             |                           |

### Índice de democracia
El Democracy Index (índice de democracia) es la clasificación elaborada por la Unidad de Inteligencia de The Economist, a través de la cual se pretende determinar el rango de democracia en 167 países.
Noruega está considerada como una democracia plena, obteniendo elevadísimas puntuaciones en las cinco áreas de valoración, y ocupando desde 2010 la primera posición mundial en la clasificación.
| Puesto | Puntuación | Proceso electoral y pluralismo | Funcionamiento gobierno | Participación política | Cultura política | Derechos civiles |
| ------ | ---------- | ------------------------------ | ----------------------- | ---------------------- | ---------------- | ---------------- |
| 1      | 9.87       | 10.00                          | 9.64                    | 10.00                  | 10.00            | 9.71             |

| 2006     | 2008     | 2010     | 2011     | 2012     | 2013     | 2014     | 2015     | 2016     | 2017     |
| -------- | -------- | -------- | -------- | -------- | -------- | -------- | -------- | -------- | -------- |
| 9.55 (4) | 9.68 (2) | 9.80 (1) | 9.80 (1) | 9.93 (1) | 9.93 (1) | 9.93 (1) | 9.93 (1) | 9.93 (1) | 9.87 (1) |

| Democracia plena (8.01 a 10.00) | Democracia imperfecta (6.01 a 8.00) | Régimen híbrido (4.01 a 6.00) | Régimen autoritario (0.00 a 4.00) |

## Organización territorial

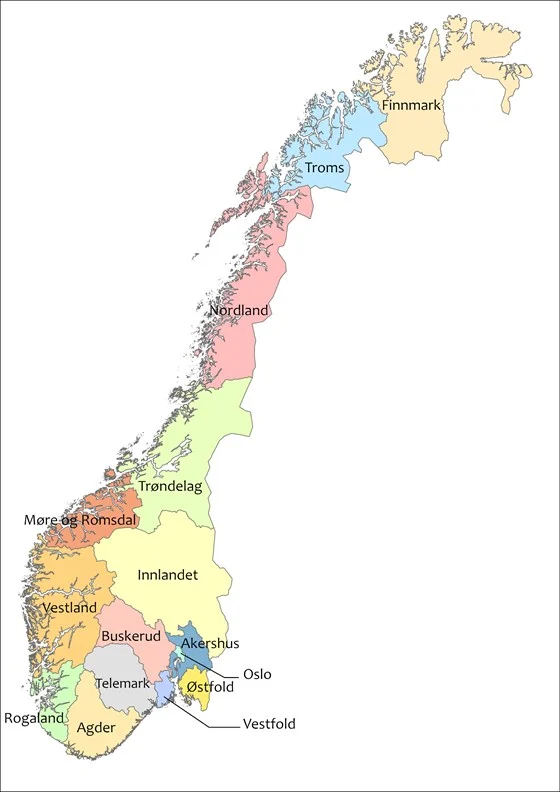
Provincias (fylke) 2024

Noruega se divide en quince provincias administrativas (llamadas fylker) y 357 municipios (llamados kommuner). Esta es la lista de las provincias:
| #  | Provincias 2024 | Capital      |
| -- | --------------- | ------------ |
| 3  | Oslo            | Oslo         |
| 11 | Rogaland        | Stavanger    |
| 15 | Møre og Romsdal | Molde        |
| 18 | Nordland        | Bodø         |
| 31 | Østfold         | Sarpsborg    |
| 32 | Akershus        | Oslo         |
| 33 | Buskerud        | Drammen      |
| 34 | Innlandet       | Hamar        |
| 39 | Vestfold        | Tønsberg     |
| 40 | Telemark        | Skien        |
| 42 | Agder           | Kristiansand |
| 46 | Vestland        | Bergen       |
| 50 | Trøndelag       | Steinkjer    |
| 55 | Troms           | Tromsø       |
| 56 | Finnmark        | Vadsø        |

| - Agder - Innlandet - Møre og Romsdal - Nordland | - Oslo (capital) - Rogaland - Vestfold og Telemark - Troms og Finnmark | - Trøndelag - Vestland - Viken |

## Geografía

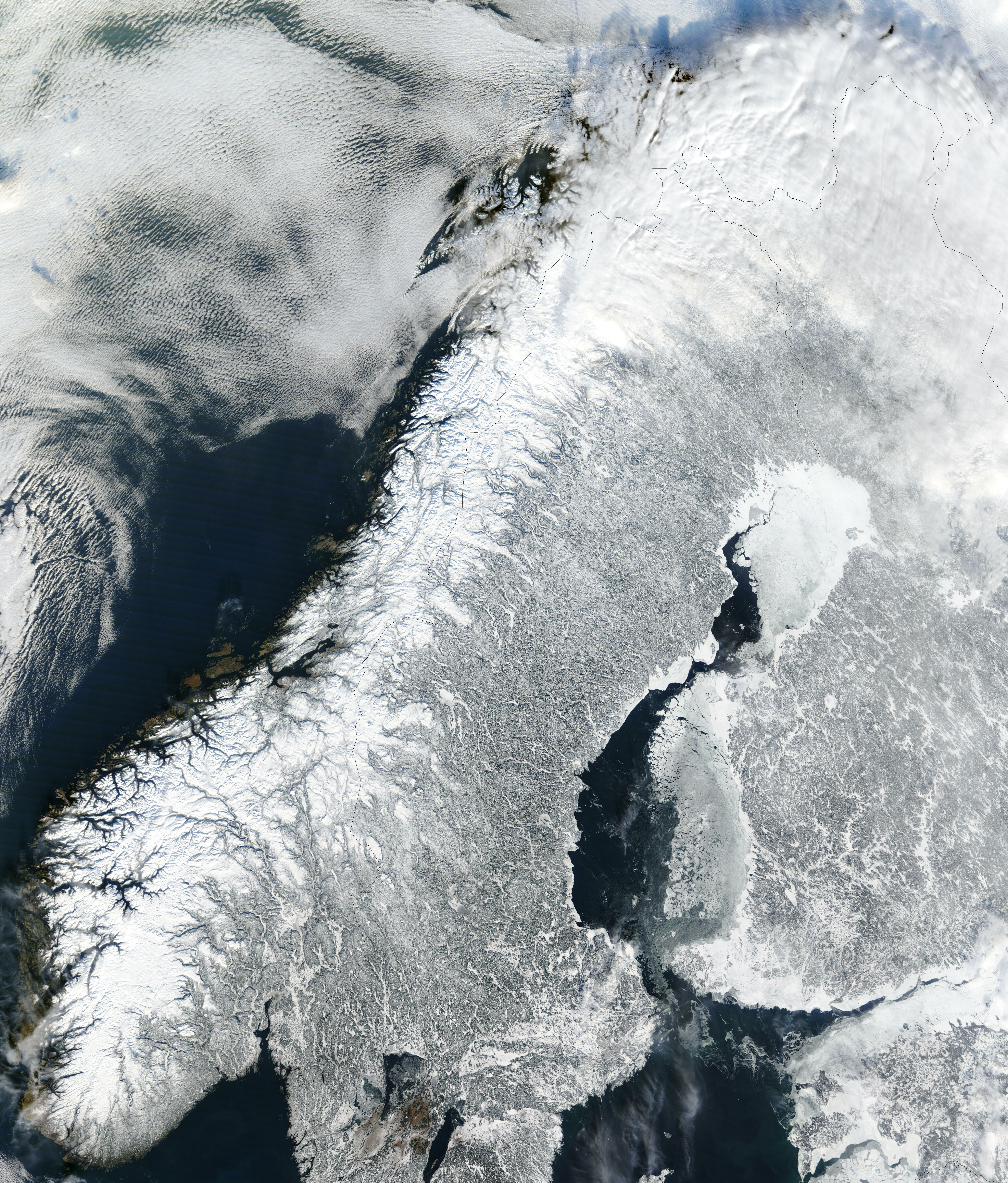
Imagen de satélite de la península escandinava tomada en febrero de 2003.

### Relieve
La mayor parte del territorio continental de Noruega ocupa una estrecha franja litoral al oeste de la península escandinava, delimitado por una extensa frontera natural con Suecia a lo largo de los Montes Kjolen. Por ese motivo, Noruega es esencialmente un país montañoso, aunque su relieve no constituye un sistema montañoso como tal, sino una serie de mesetas que tienen una altura entre seiscientos a novecientos metros. El origen del macizo montañoso se debe al plegamiento caledonio.
En resumen, Noruega tiene tres factores orográficos de norte a sur: la meseta de Finnmark, los montes Kjolen y las mesetas del suroeste y depresiones del sureste de Noruega. El monte Galdhøpiggen, de 2469 m, es el monte más alto de Noruega y Escandinavia. Las cordilleras de Kjolen y de los Dofrines forman el principal sistema orográfico del país, las cuales forman una serie de mesetas.

### Hidrografía
Debido a la configuración hidrográfica de Noruega, los ríos son cortos, pero tienen un gran caudal a causa de las grandes superficies heladas de sus montañas que en verano se deshielan. En Noruega los lagos ocupan unos 7600 km², que equivaldrían aproximadamente al 2 % de la superficie total. En Noruega también predominan los fiordos y las simas.

### Costas
Los aproximadamente 29 000 km de costa del territorio continental noruego están formados por muchas bahías estrechas y profundas, los fiordos, con los que el mar salado se adentra en el país en muchos lugares. El fiordo Sognefjord, de 200 km de longitud y 1300 m de profundidad en las Fylke Vestland, es el más largo y profundo de Noruega. Si se cuentan las costas de las aproximadamente 239 000 islas, el litoral del continente alcanza una longitud de más de 100 000 km. En cambio, el litoral de base, excluyendo los fiordos y las islas, solo tiene unos 2500 km. Con una superficie de 2204 km², la isla de Hinnøya es la más grande del continente. Las zonas costeras son las más densamente pobladas y cerca del 80 % de los noruegos viven a menos de diez kilómetros del mar.
Las zonas costeras están condicionadas por diversos factores y varían según la región. Gran parte de las costas son rocosas, y en algunos lugares caen acantilados escarpados, como en el Cabo Norte. En lugares más protegidos hay alguna playa de arena, por ejemplo en Fylke Rogaland. En algunas partes de la costa hay escollos rocosos que apenas se elevan por encima de las olas. La plataforma continental noruega está especialmente explotada por la industria del petróleo y el gas.
El comportamiento de las mareas difiere notablemente del de las costas meridionales y occidentales del Mar del Norte. Al oeste de la ciudad suroccidental noruega de Egersund se encuentra un punto anfidrómico, por lo que allí no hay rango de mareas. En consecuencia, el rango de mareas es bajo en las costas del sureste y suroeste de Noruega. Sin embargo, más lejos de este centro, es decir, en la costa occidental más septentrional, la amplitud de las mareas es mayor.

### Clima
Tomando en cuenta que la tercera parte de Noruega se encuentra en zonas glaciales y que la mayor parte está a más de 300 m s. n. m., se comprende que el clima noruego sea muy frío. Pero al mismo tiempo, Noruega se ve favorecida climatológicamente, ya que en la región occidental está influida por la corriente del Golfo y por los vientos que fluyen del sur y suroeste, que protegen de la influencia glacial del océano Ártico y generan un clima oceánico.
Las partes sur y oeste del país están totalmente expuestas a los frentes de tormenta del Atlántico Norte y experimentan mayores precipitaciones que el resto del territorio. En general, el sur goza de inviernos más suaves que otras regiones del norte, el este o las montañas más alejadas del océano. Las áreas al este de las montañas costeras se encuentran a la sombra de la lluvia, por lo que reciben menos precipitaciones que el oeste. Las tierras bajas alrededor de Oslo tienen veranos más cálidos y soleados, así como inviernos menos severos.

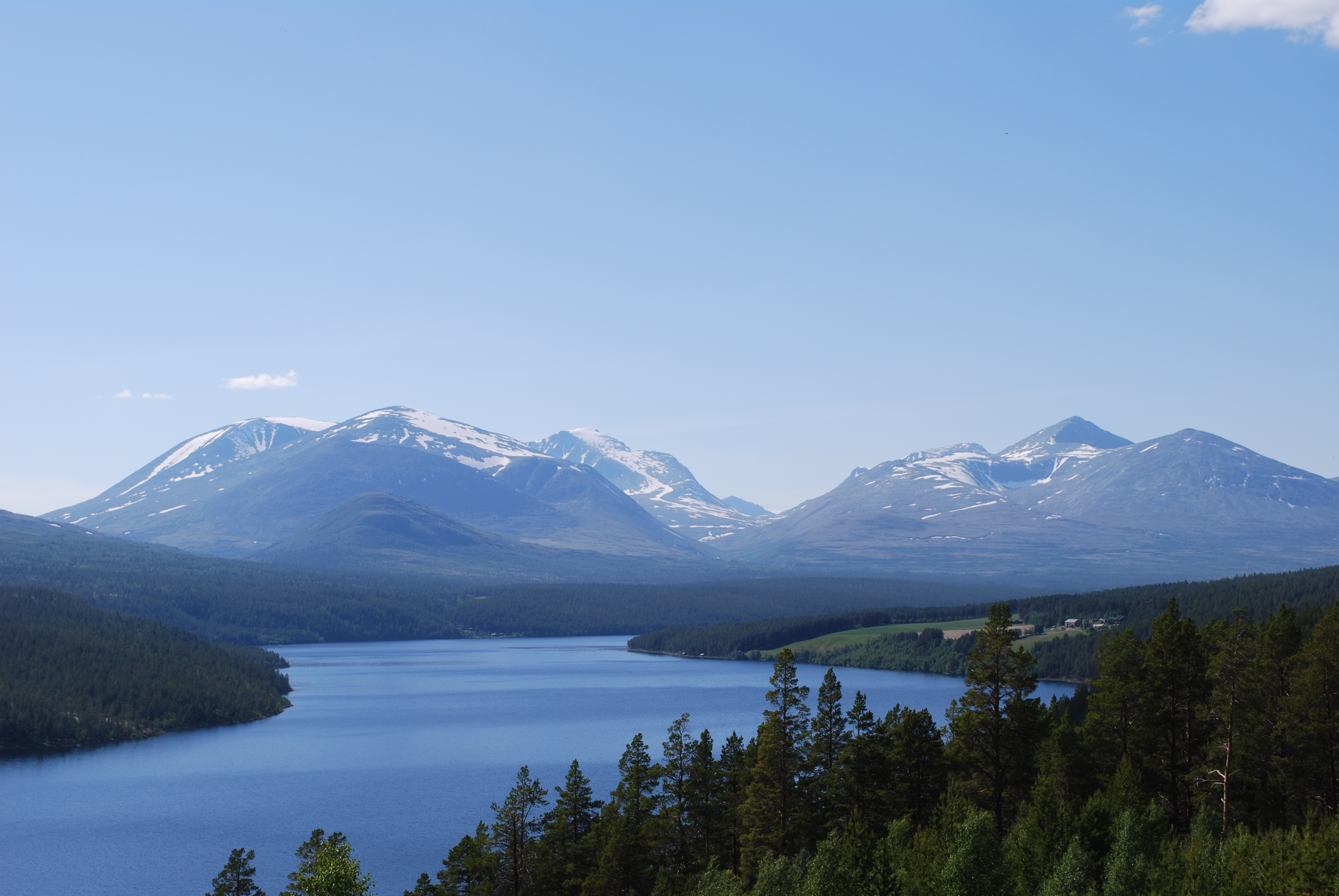
La cadena montañosa Rondeslottet, en el Parque nacional Rondane.
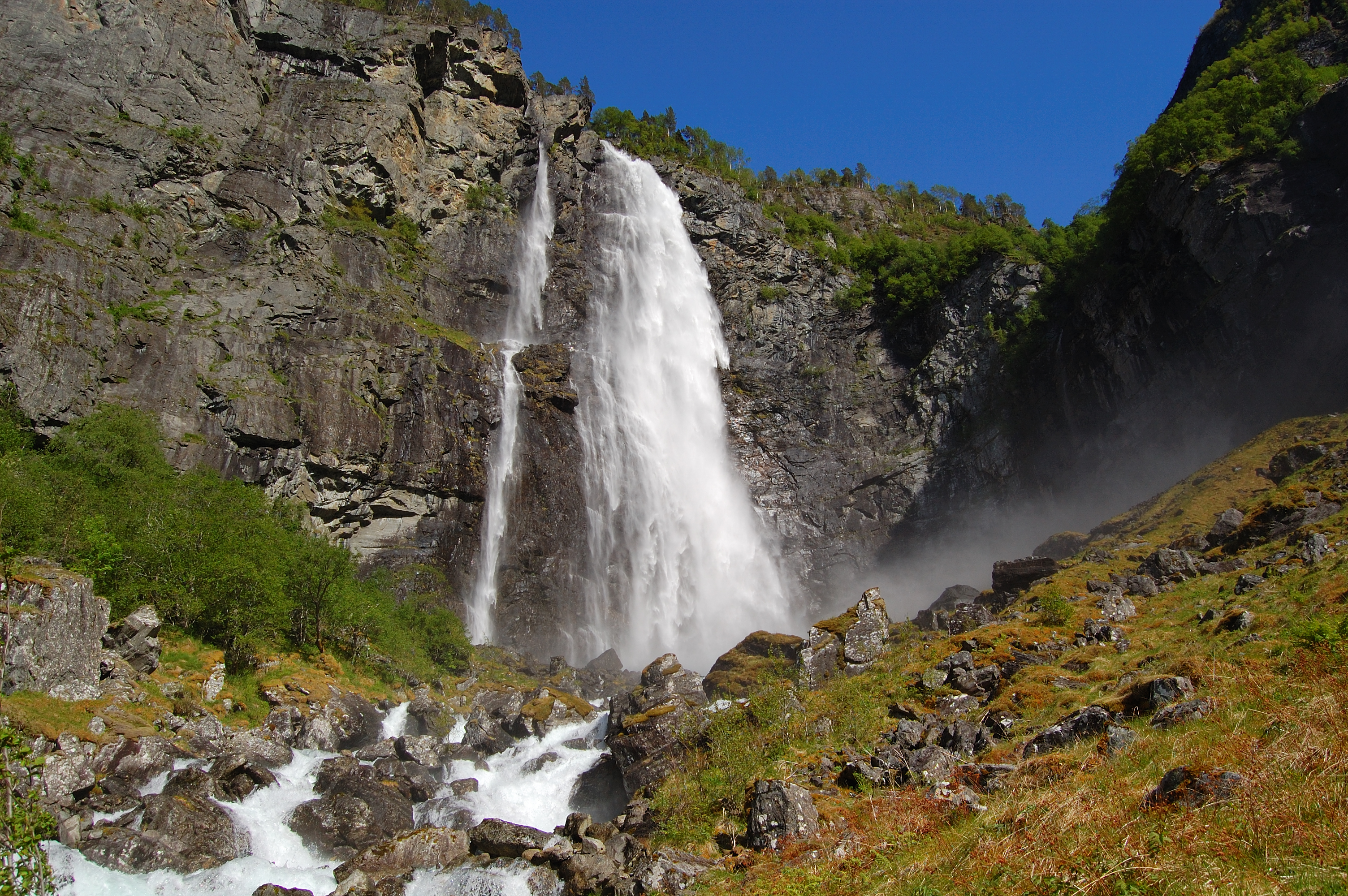
Feigefossen, en la provincia de Sogn og Fjordane.
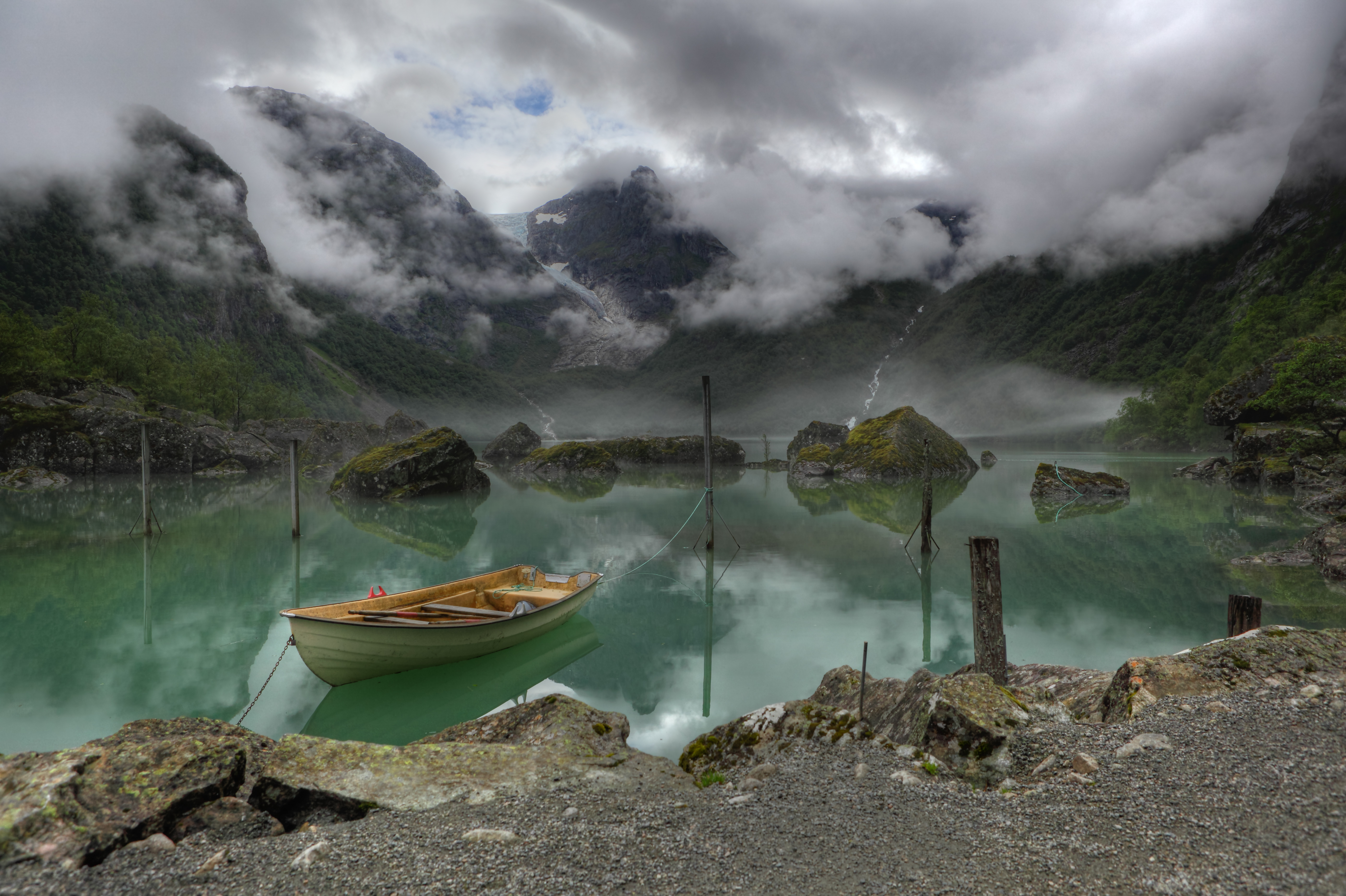
Lago Bondhus.
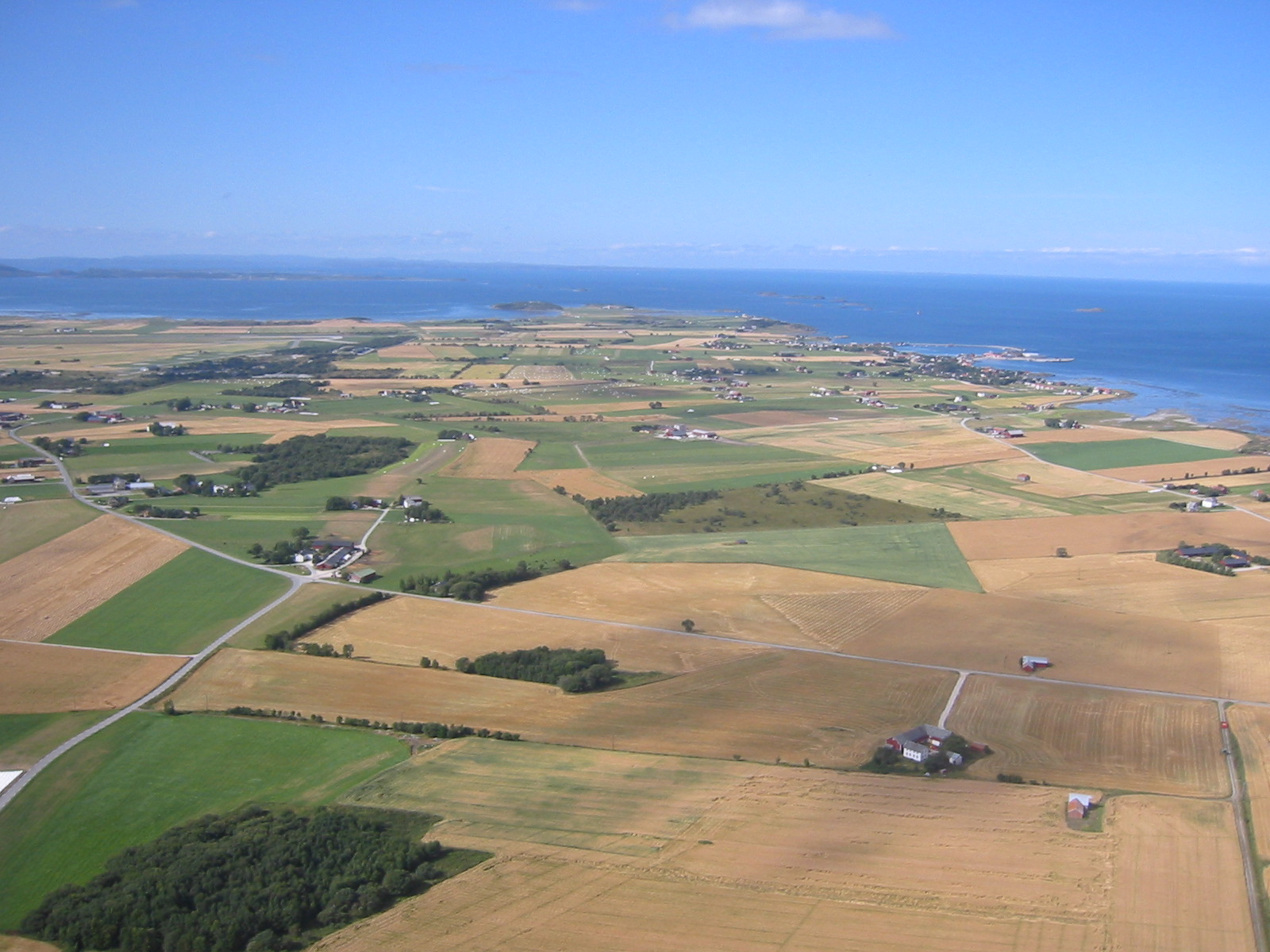
Noruega es montañosa, pero hay zonas llanas en Jæren, Toten y Ørlandet.
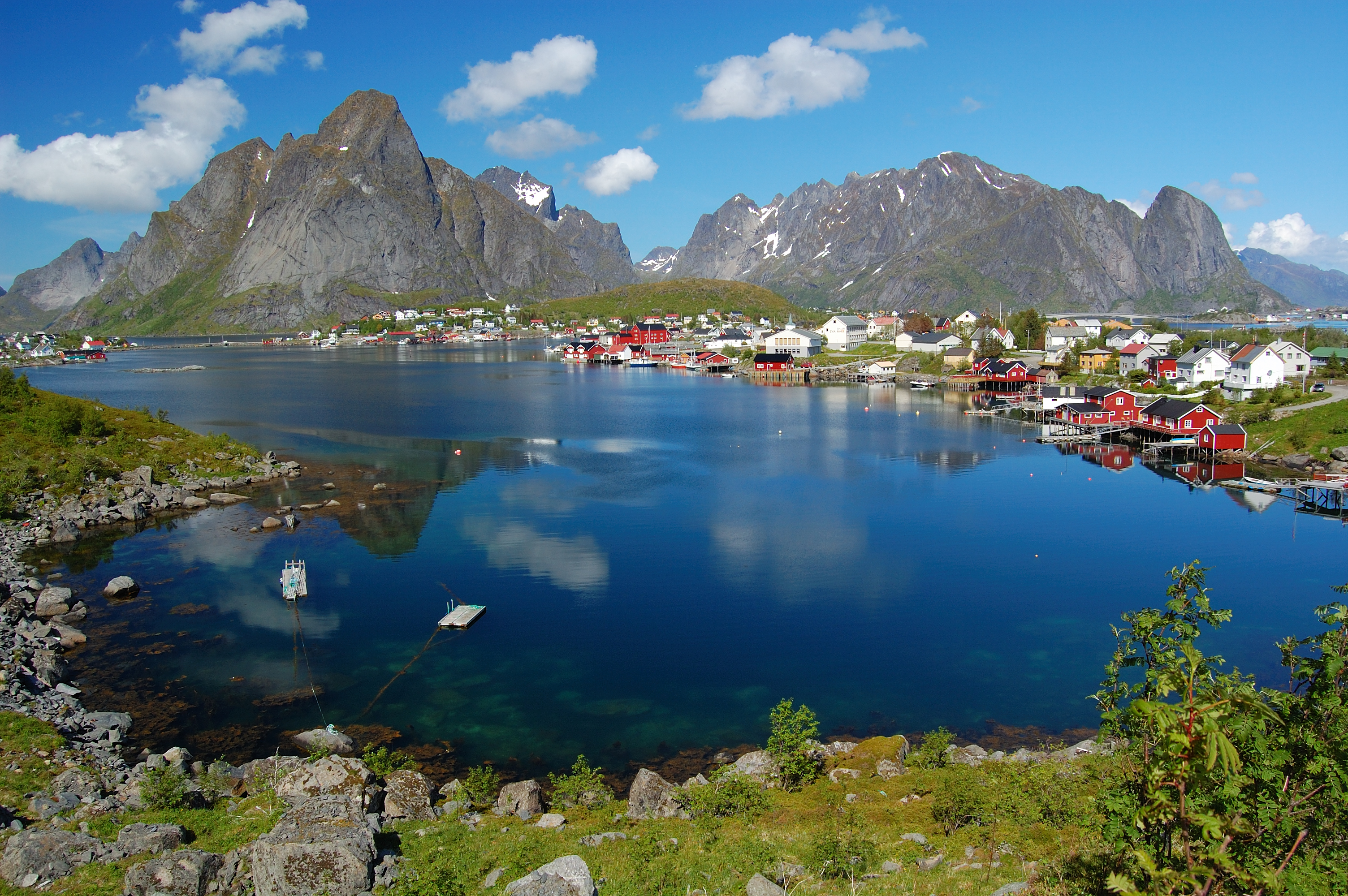
La villa de Reine, en las islas Lofoten, Nord-Norge.

Debido a la alta latitud de Noruega, hay grandes variaciones estacionales de la luz del día. Desde finales de mayo hasta finales de julio, el sol nunca desciende del todo debajo del horizonte en las áreas al norte del círculo polar ártico —de ahí la descripción de Noruega como la «Tierra del Sol de medianoche»—, y el resto del país experimenta un máximo de veinte horas de luz al día. Por el contrario, desde finales de noviembre hasta finales de enero, el sol nunca se eleva por encima del horizonte en el norte, y las horas de luz son muy cortas en el resto del país.

### Fauna
Debido a la gran extensión del país, la diferencia de fauna entre el sur y el norte del país es notable. En el norte, donde viven renos, lemmings de montaña, zorros árticos y glotones, entre otros, es de carácter ártico. Los zorros árticos son una especie muy amenazada y están protegidos desde 1930. Los animales que habitan en el sur suelen ser originarios de Europa central y desplazaron a los animales del Ártico cuando el clima se volvió más suave.

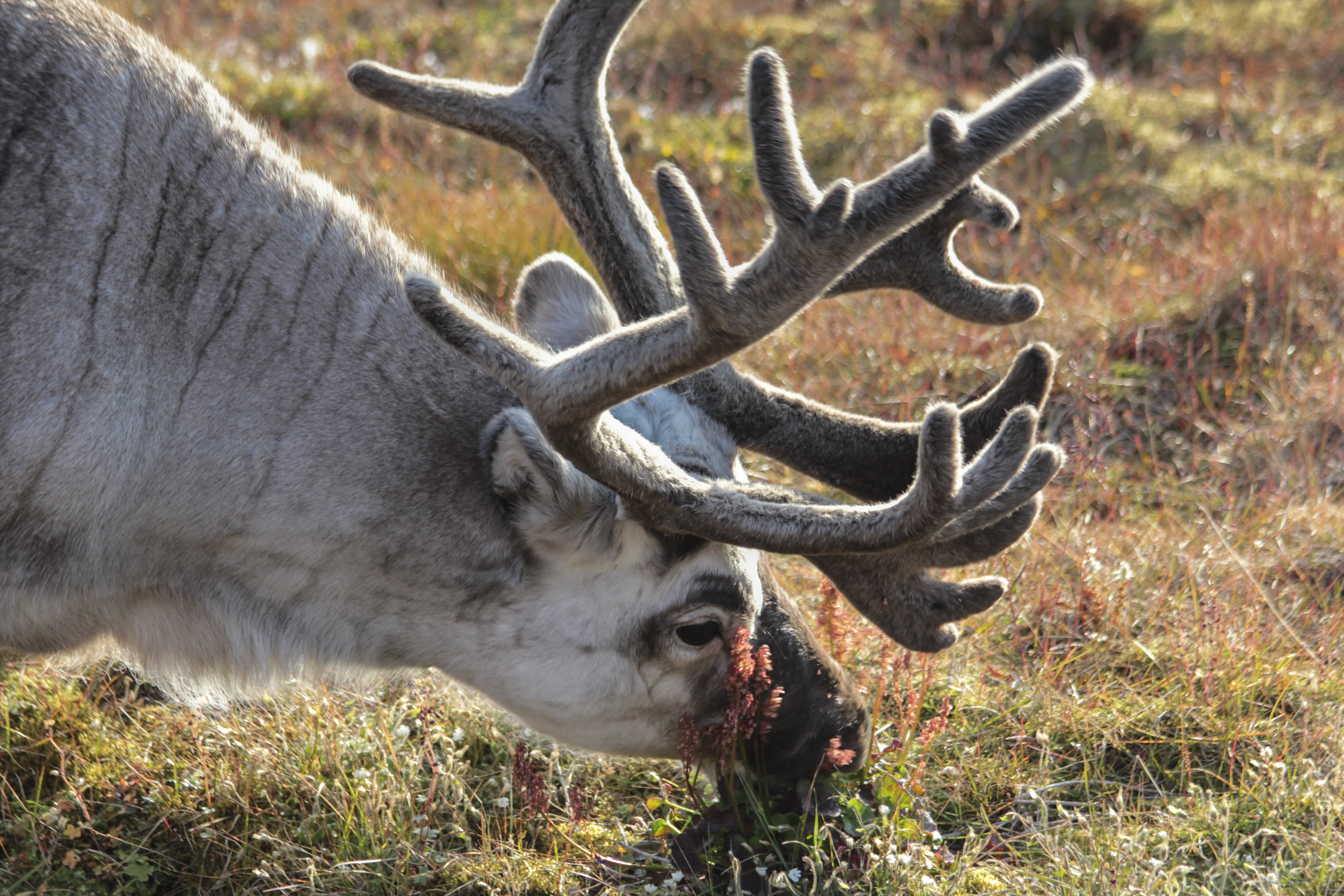
Reno (Rangifer tarandus platyrhynchus) en la ciudad de Longyearbyen, Islas Svalbard, Noruega.

En total, hay unas noventa especies de mamíferos en Noruega. Los mayores mamíferos terrestres son los alces, que viven en los bosques. Los ciervos viven principalmente en el oeste de Noruega; más al norte no pueden encontrar comida en la nieve más profunda. En Noruega viven tanto renos domesticados como salvajes. Entre los depredadores del país se encuentran los osos, los lobos y los linces.
Los osos polares también son nativos de Svalbard. El visón americano se extendió por todo el país tras escapar de las granjas. Se han introducido con éxito bueyes almizcleros en Dovrefjell. La avifauna de Noruega es rica en especies. En 2020, el número de especies de aves era de quinientas diecinueve. En cambio, la diversidad de especies de anfibios y reptiles es relativamente escasa. En Noruega hay tres especies de serpientes: La víbora, la serpiente de hierba y la serpiente lisa. También hay algunas especies de sapos, ranas y tritones.
En las aguas noruegas viven cuarenta y cuatro especies de peces de agua dulce. Vestlandet alberga principalmente especies que también pueden sobrevivir en agua salada. Entre ellos se encuentran el salmón y la trucha. La población de peces es más rica en Østlandet y el norte de Noruega. Los peces carpa viven principalmente en los lagos y ríos más cálidos del sureste del país. Las especies más comunes en el norte de Noruega son la perca y el lucio. También hay algunas especies de ballenas en la costa noruega.

### Flora
Hay cuarenta parques nacionales y más de 3100 reservas naturales en el territorio continental noruego. Esto significa que a finales de 2020, alrededor del 17.5% de la superficie del territorio continental noruego estaba protegida. Los otros siete parques nacionales del Reino se encuentran en el archipiélago de Spitsbergen, donde más del 64 % de la superficie terrestre tenía estatus de protección en ese momento. En la isla de Jan Mayen, la cifra era del 99.5%.

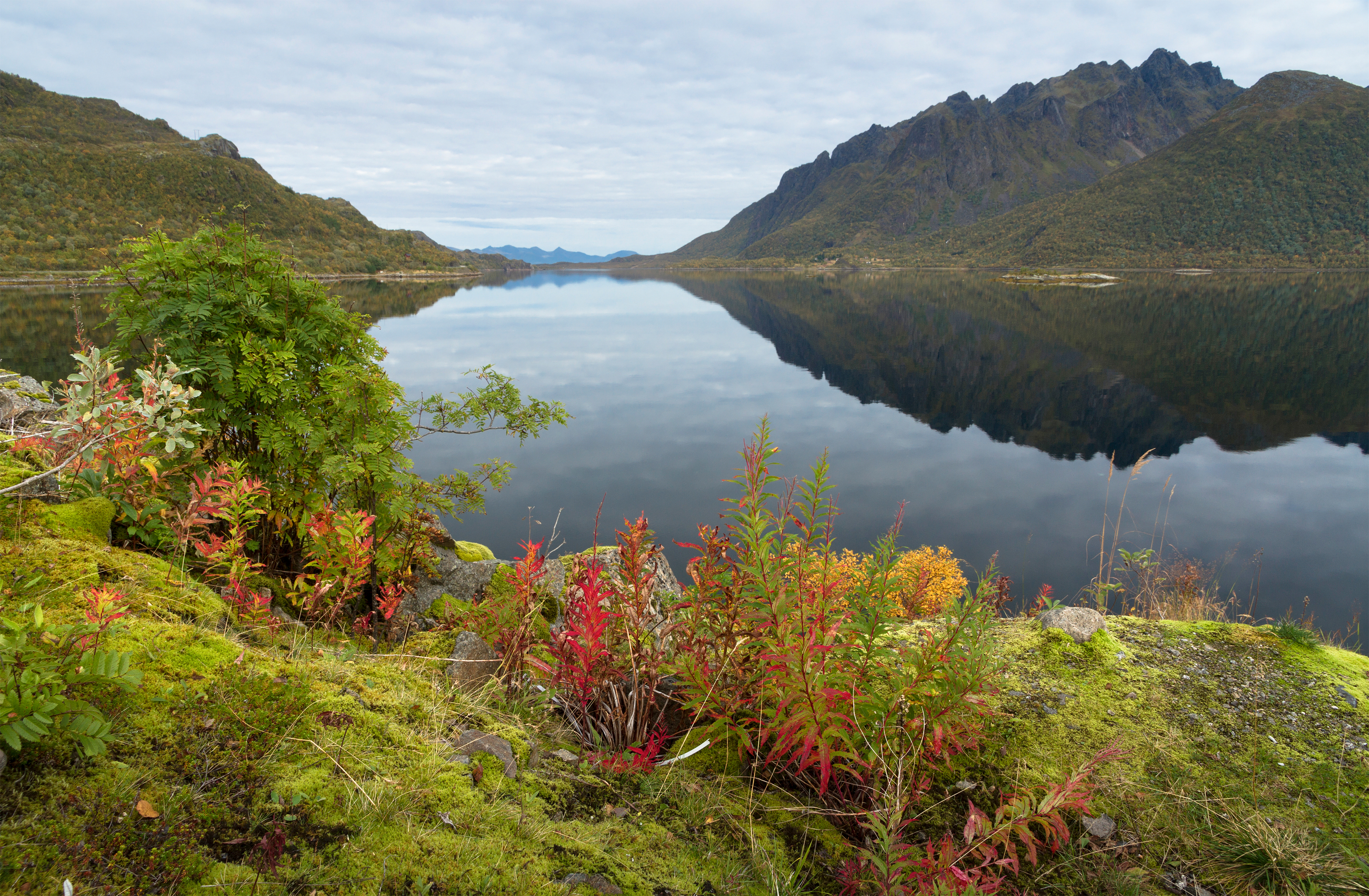
Vista del Sløverfjorden hacia el noreste en el municipio de Hadsel, isla de Austvågøya, Lofoten, Noruega

Noruega alberga más de mil trescientas especies de plantas con semilla y helechos, y más de la mitad de las especies vegetales prosperan en zonas forestales. En los bosques caducifolios, la incidencia de la luz en el suelo del bosque cambia mucho con las estaciones. Por lo tanto, muchas plantas de floración primaveral se encuentran en los bosques caducifolios. En los bosques de coníferas, las plantas viven en condiciones de luz constante porque las coníferas no pierden sus agujas estacionalmente. Así, las plantas en el suelo están constantemente expuestas a diferentes grados de sombra. Además, en Noruega hay dos tipos diferentes de bosques de coníferas, el bosque de abetos y el de pinos. En el clima más húmedo del bosque de abetos crecen más especies árticas que en el bosque seco de pinos.
Noruega tiene más de cuarenta mil lagos y muchas ciénagas y pantanos situados en zonas forestales. Los lugares que proporcionan suficientes nutrientes y son ricos en minerales tienen una gran diversidad de especies. En otras zonas con pocos nutrientes, solo prosperan unas pocas especies, pero éstas son las más numerosas. Los bosques de escollera cambian de aspecto y de ecología. La mayoría de los lagos forestales sin afluencia y salida son aguas distróficas con pocos nutrientes y poco oxígeno. El agua tiene un color marrón y el fondo es fangoso. A menudo hay turba en los bordes de las orillas. Otros lagos son poco profundos y obtienen todos sus nutrientes del agua de lluvia. La turba suele formarse allí porque no hay restos de plantas que puedan descomponerse en el suelo de la ciénaga, pobre en oxígeno.
Cuando el agua se filtra de forma constante desde las montañas, se desarrolla una exuberante vegetación. Estas zonas se llamaban popularmente pantanos de heno porque la gente solía cosechar la hierba. Los grandes lagos de Noruega son en su mayoría oligotróficos. El agua es clara con gran profundidad de visibilidad y también baja en nutrientes. El fondo está formado por piedras, grava y arena. La flora aquí es diferente a la de los lagos forestales.

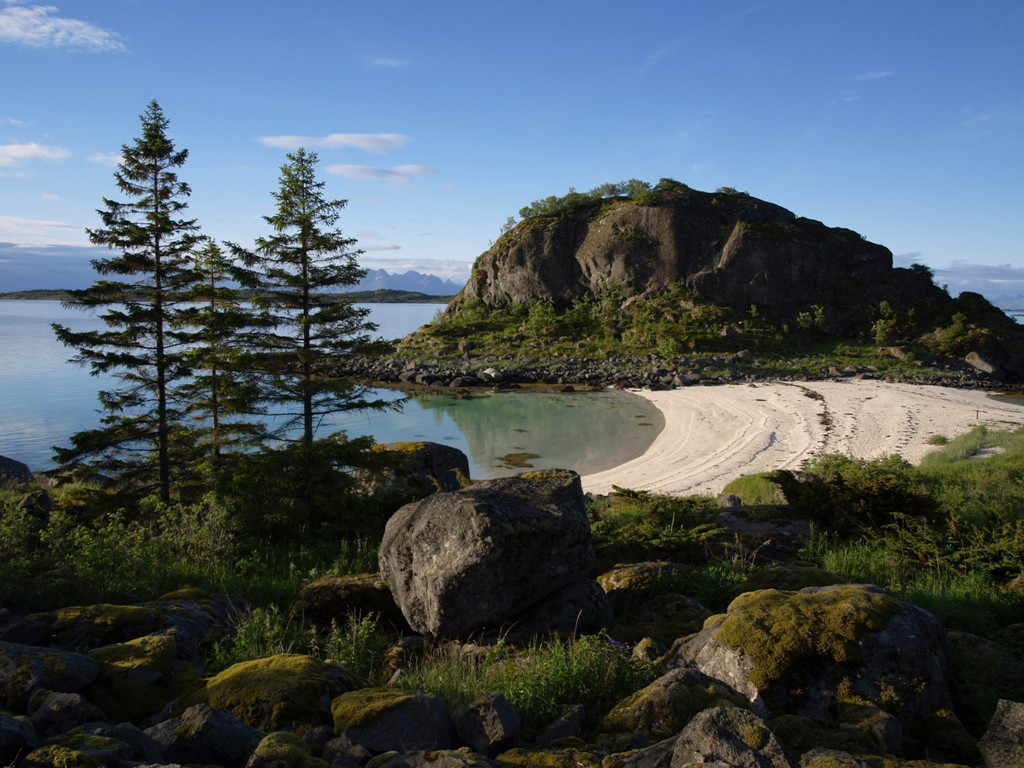
Pinos cerca de una playa en Vågan, Nordland, Noruega

En Noruega hay más de ochocientas especies de musgos. La mayoría de ellos se encuentran en zonas forestales. También colonizan ciénagas y humedales, así como arroyos y ríos de corriente lenta y pedregosa. El musgo más común en el agua es el musgo común de primavera (Fontinalis antipyretica), que puede crecer hasta 20 cm de largo. En las ciénagas y humedales predominan los musgos esfagnos, de los que se conocen veinticinco especies en Noruega. Se utilizaban como material aislante para la construcción de casas. En Vestlandet, donde el clima húmedo permite un largo período de crecimiento, se conocen capas de musgo de turba de más de tres metros de espesor. Debido a su tamaño y a su lento crecimiento, los musgos de los bosques quedan relegados a lugares con poca competencia, como piedras, bosques, laderas arenosas y zonas forestales oscuras.
En Noruega hay diez mil especies de hongos, de las cuales unas seis mil son autóctonas del bosque. Solo unas 2500 especies producen cuerpos fructíferos en otoño. Las Polyporaceae son el grupo más importante de hongos que degradan la madera, de los cuales hay más de trescientas especies en Noruega. Estos hongos causan grandes daños en la silvicultura.

## Economía
| Exportaciones a | Exportaciones a | Importaciones de | Importaciones de |
| País            | Porcentaje      | País             | Porcentaje       |
| --------------- | --------------- | ---------------- | ---------------- |
| Reino Unido     | 25.5 %          | Suecia           | 13.6 %           |
| Alemania        | 12.6 %          | Alemania         | 12.8 %           |
| Países Bajos    | 9.9 %           | Reino Unido      | 6.8 %            |
| Francia         | 9.1 %           | Dinamarca        | 7.2 %            |
| Estados Unidos  | 6.7 %           | Estados Unidos   | 5.0 %            |
| Otros           | 36.2 %          | Otros            | 54.6 %           |

Evolución del PIB per cápita en el norte de Europa desde 1950 (De arriba abajo: Noruega, Dinamarca, Suecia, Islandia y Finlandia)

Noruega cuenta con una economía próspera y rica con una importante intervención estatal, dando lugar a muy bajos niveles de desempleo, desigualdad y corrupción. El gobierno controla áreas claves, tales como el vital sector del petróleo y la energía hidroeléctrica, a través de empresas estatales de gran escala.
El país se encuentra ampliamente provisto de recursos naturales —petróleo, energía hidráulica, pescado, bosques y minerales— y es altamente dependiente de su producción de petróleo y de los precios internacionales del mismo; en 1999, el petróleo y gasolina constituían el 35 % de las exportaciones. Solo Arabia Saudita y Rusia exportan más petróleo que Noruega, que se encuentra fuera de la OPEP.
Por otra parte, Noruega cuenta con una lista de empresas a las que considera explotadoras de trabajo y trasgresoras de la ética laboral; un comité ético noruego concluyó, en un informe remitido en noviembre de 2005, que Walmart «viola de forma sistemática los derechos humanos y los derechos laborales de sus trabajadores» y Freeport «causa graves perjuicios al medio ambiente», tras lo cual puso en venta de 2.616 millones de coronas en bonos y valores invertidos por el Fondo de Petróleo en ellas.
En Noruega la televisión abierta es totalmente pública y del Estado —no está permitida la televisión privada en canales abiertos— así como también las comunicaciones como Internet, la radio y los trenes, que pertenecen al Estado. Asimismo, la educación también es controlada por el Estado y totalmente gratuita en todos los niveles, con solo unas pocas escuelas privadas. En total, el gobierno controla el 31.6 % de las empresas que cotizan en bolsa y es habitual que tenga alguna participación en el resto.

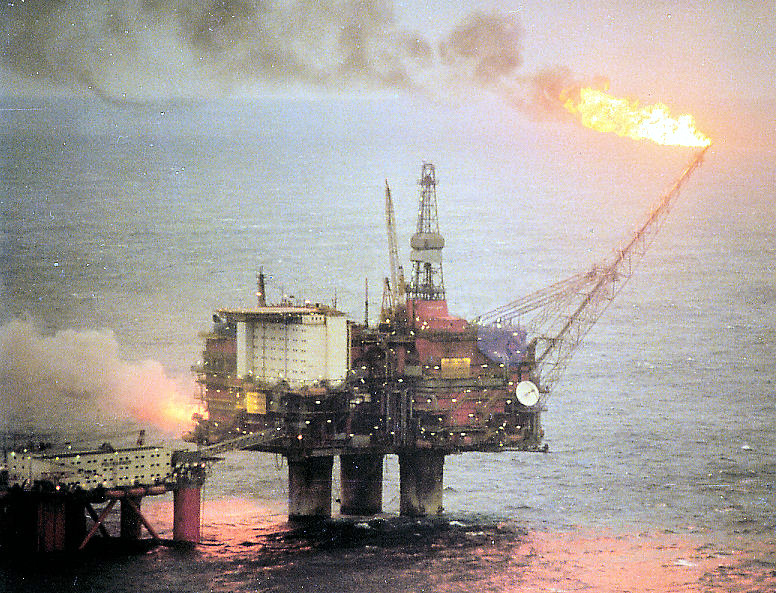
Plataforma petrolífera en Statfjord. Noruega es el quinto mayor exportador de crudo del mundo y este recurso supone una parte muy importante del PIB del país.

Noruega optó por permanecer fuera de la Unión Europea en un referéndum celebrado en 1972 y nuevamente en 1994. Sin embargo, junto con Islandia y Liechtenstein, forma parte del Espacio Económico Europeo a través de la Asociación Europea de Libre Comercio —que incluye a los Estados que no pertenecen a la UE—. Las principales razones por las que la población noruega rechaza entrar en la UE son el gran nivel de vida del que gozan. Debido a los grandes ingresos por la producción del petróleo, el país tendría un papel dentro de la UE de donación de recursos económicos a los países más débiles.
El crecimiento económico mejoró en 2000 hasta el 2.7 %, comparado con el mucho más pobre 0.8 % de 1999, pero volvió a caer a 1.3 % en 2001. El gobierno avanzó hacia la privatización en 2000, vendiendo un tercio de la empresa de petróleo Statoil, hasta ese entonces 100 % estatal.
Aunque posiblemente con la calidad de vida más alta del mundo, los noruegos comienzan a preocuparse, ya que se estima que dentro de las dos próximas décadas el petróleo comience a escasear. En consecuencia Noruega ha estado guardando su superávit presupuestario impulsado por el petróleo en un fondo estatal del petróleo (fondo soberano), con unos activos estimados —en el primer trimestre de 2014— en unos ochocientos treinta mil millones de dólares estadounidenses. Este fondo se invierte en deuda soberana de otros países y en empresas de todo el mundo, salvo en aquellas dedicadas a la producción de material bélico.
Noruega fue el primer país que prohibió la tala de árboles (deforestación), a fin de evitar la desaparición de las selvas tropicales. El país declaró su intención en la Cumbre del Clima de la ONU en 2014, junto con Reino Unido y Alemania. Los cultivos, que típicamente están vinculados a la destrucción de los bosques son la madera, la soja, el aceite de palma y la carne de res. Ahora Noruega tiene que encontrar una nueva forma de proporcionar estos productos esenciales sin ejercer una influencia negativa en su entorno.
Según el Índice mundial de innovación, a cargo de la Organización Mundial de la Propiedad Intelectual, en 2024, Noruega se ubicó en el lugar 21 en innovación entre 133 países del mundo, mientras que en 2023 ocupó el lugar 19 y, en 2022, el lugar 22.

### Turismo

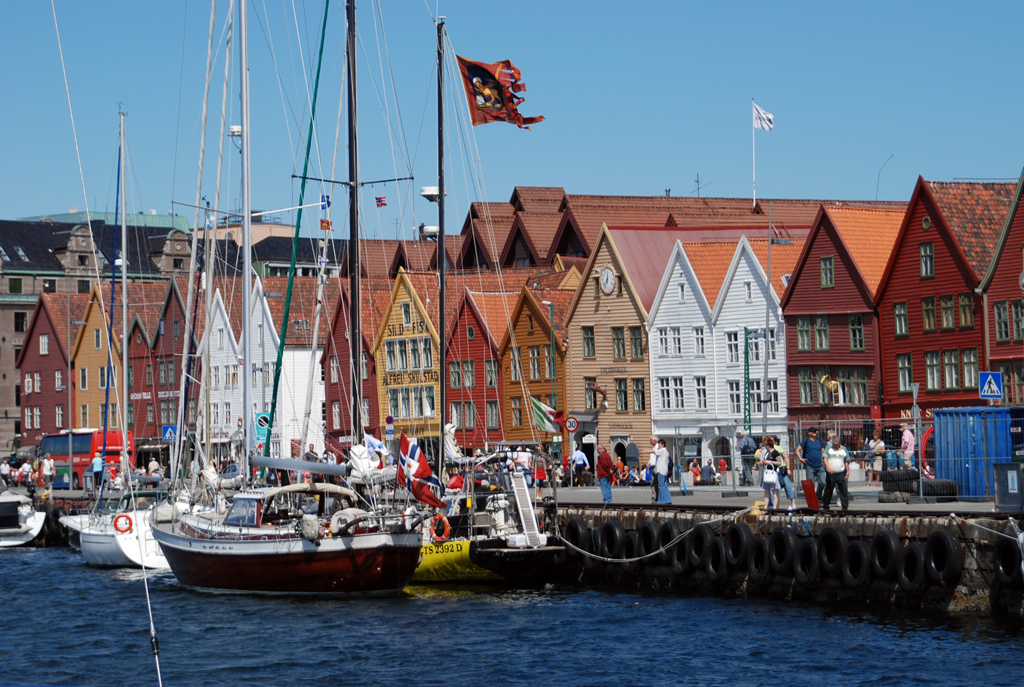
Bryggen, en Bergen, es Patrimonio de la Humanidad.

De Oslo destaca el Palacio Real, el parque de Vigeland, el ayuntamiento, el museo de barcos vikingos, los mercados de las zonas del puerto, las pinturas de Edvard Munch y los trampolines de esquí de Holmenkollen, donde se celebraron los Juegos Olímpicos de Invierno de 1952.
El barrio de Bryggen, en la ciudad de Bergen es Patrimonio de la Humanidad. Otra ciudad de importancia turística es Trondheim, donde destacan la imponente catedral de Nidaros y las casitas a orillas del río Nidelva. Pero sin duda, si algo es famoso en Noruega son los fiordos, impresionantes formaciones naturales esculpidas durante cientos de miles de años por los glaciares y que ofrecen al visitante un espectacular paisaje lleno de montañas, lagos, ríos, arboledas y cascadas que crean uno de los paisajes más sobrecogedores del mundo. Son especialmente conocidos los fiordos de Flåm, Ålesund, Stavanger, Hellesylt, Geiranger, Vik, Trondheim, Romsdal y Oslo. Se pueden explorar los fiordos noruegos a bordo de alguno de los cruceros que transportan cada año a miles de pasajeros de todo el mundo que vienen hasta Noruega para admirar la belleza de estos monumentos naturales.

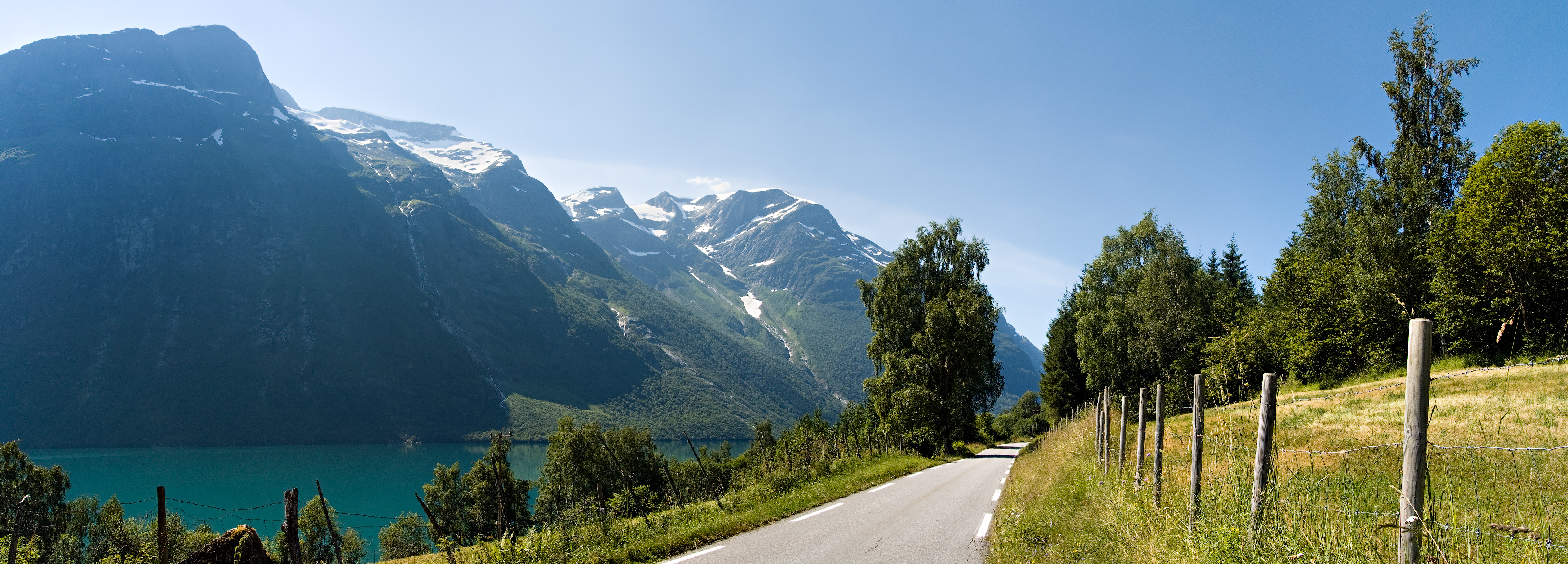
Loen, una pequeña villa en un fiordo en Vestlandet, al oeste del país.

## Demografía

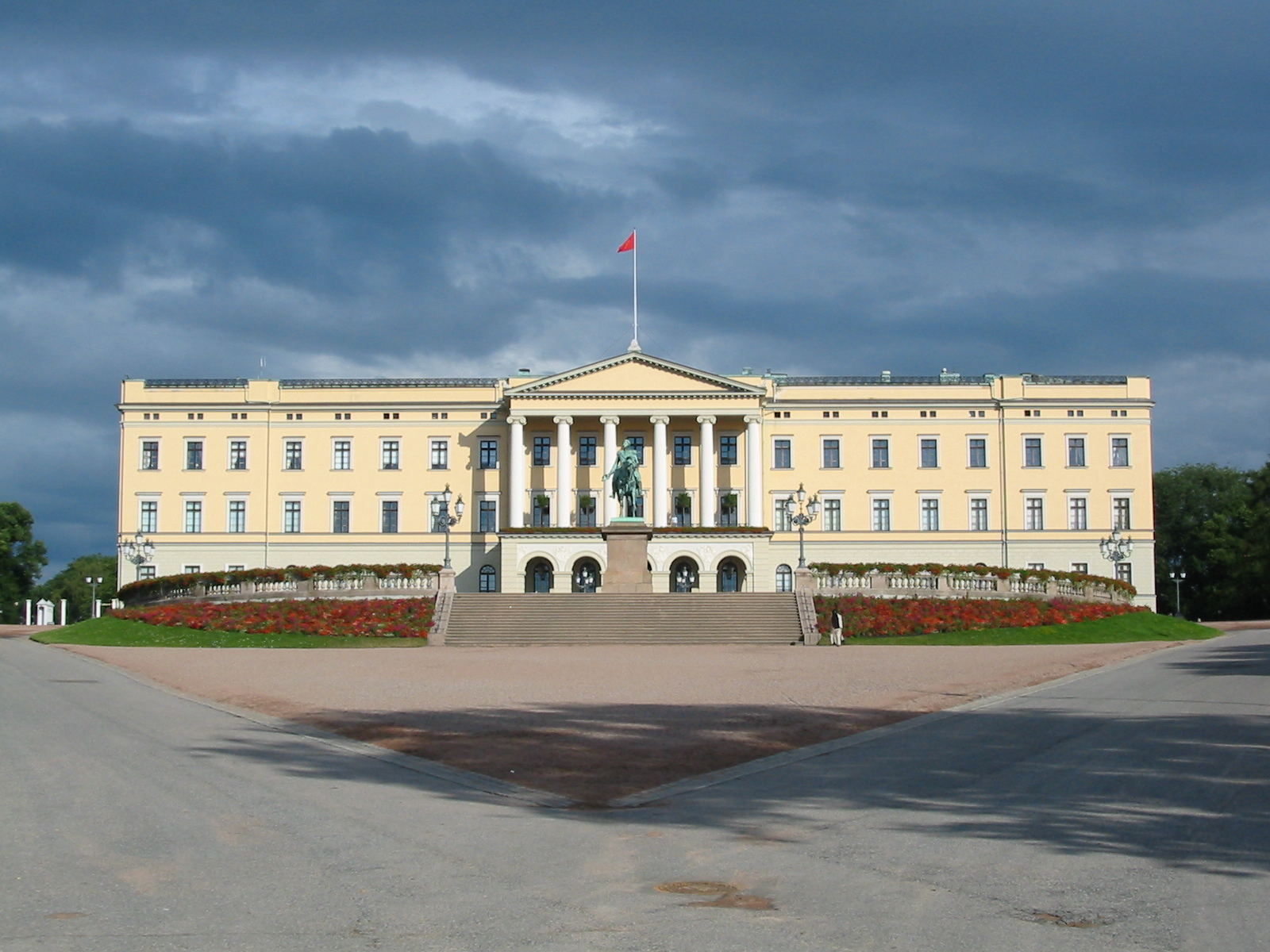
Palacio Real de Oslo.

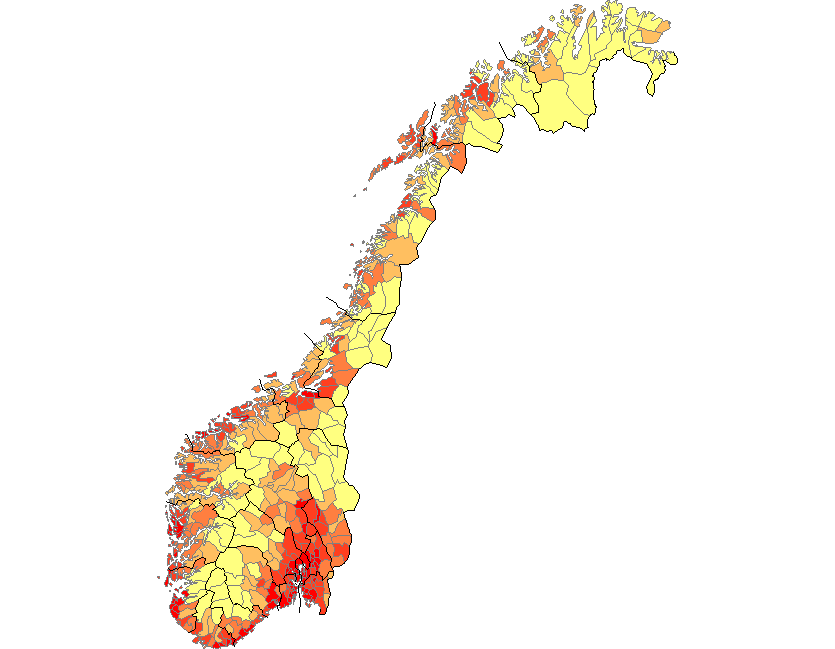
Mapa de densidades demográficas de Noruega

En 2023, Noruega contaba con una población de 5 488 984 habitantes. La esperanza de vida es de 79.6 años. El promedio de hijos por mujer es de 1.78.
Por causas climatológicas y por la particular configuración orográfica del país, las mayores densidades demográficas se dan en la costa y al sur del territorio, donde las condiciones ambientales son más benignas para el hábitat humano. Alrededor del 40 % de la población noruega se ubica alrededor del fiordo de Oslo, mientras vastas zonas del país no son habitables. La densidad media es de apenas 15.5 habitantes/km², una de las más bajas del continente europeo (solo superando a Islandia). Un porcentaje importante de la población se concentra en pueblos y ciudades.
La mayoría de los noruegos (86 %) pertenece a la Iglesia Luterana de Noruega. Cerca del 7 % pertenece a otras comunidades religiosas, mientras que alrededor de un 1.5 % pertenece a la unión ética humana secular. El porcentaje restante no pertenece a ninguna agrupación.

Para el año 2020, el 15.81 % de la población del país era de origen inmigrante, lo que suponen unas ochocientas cincuenta mil extranjeras, siendo un porcentaje en continuo crecimiento. Entre las nacionalidades más destacadas están los polacos (que representan el 11 % de los inmigrantes), seguidos de los suecos, lituanos, sirios y somalíes.

### Idioma

Mapa de las variedades lingüísticas oficiales en los municipios noruegos.
Nynorsk
Bokmål

El noruego es la lengua nativa de aproximadamente el 95 % de la población. Sin embargo, existen muchos dialectos que pueden diferir significativamente unos de otros. En general, la mayoría de dichos dialectos pueden entenderse entre sí, aunque algunos pueden requerir un esfuerzo considerable por parte del oyente. Desde el siglo XIX, el noruego ha sido objeto de una gran controversia política y cultural, lo que ha llevado a la creación de dos estándares de escritura oficiales: el bokmål y el nynorsk. El bokmål es más cercano al danés, mientras que el nynorsk intenta combinar la mayoría de dialectos de diferentes partes del país. Ambas variantes son reconocidas como lenguas oficiales, utilizándose en la Administración Pública, escuelas e iglesias, además de en los medios de comunicación, donde existen unos porcentajes mínimos de emisión en cada una. El bokmål es el que utiliza para escribir la gran mayoría de la población (85-90 %), aunque a la hora de hablar es habitual el uso de los dialectos propios de cada zona. Existen, además, algunas variantes más conservadoras del bokmål y del nynorsk, denominadas riksmål y høgnorsk, respectivamente.
También se hablan varias lenguas sami, especialmente el pueblo sami en el norte del país. Todos los noruegos tienen derecho a recibir educación en lengua sami, sin importar dónde vivan, y a recibir comunicaciones del gobierno en dichas lenguas. La minoría kven habla el idioma kven o el finlandés. Ni las lenguas sami ni el kven o el finés tienen relación con el noruego, pues pertenecen a una familia lingüística —las lenguas ugrofinesas— completamente diferente. Actualmente, Noruega no cuenta con una lengua de signos propia y oficial.
El noruego es similar a las otras lenguas de los países escandinavos, como el sueco y el danés. Las tres lenguas son mutuamente inteligibles, por lo que pueden ser —y de hecho son— empleadas en la comunicación entre los habitantes de Escandinavia. Como resultado de la cooperación en el Consejo Nórdico, los habitantes de todos los países nórdicos, incluyendo Islandia y Finlandia, tienen el derecho a comunicarse con las autoridades noruegas en sus respectivas lenguas.
A los estudiantes noruegos hijos de inmigrantes se les anima a aprender la lengua noruega. Igualmente, el Gobierno ofrece cursos del idioma para aquellos inmigrantes que deseen obtener la ciudadanía noruega. Noruega también destaca por su alto nivel de alfabetización, siendo uno de los 19 países del mundo que no tiene índices de analfabetismo.[cita requerida]
El inglés es la principal lengua extranjera enseñada en las escuelas primarias de Noruega. La mayoría de la población lo habla de forma fluida, especialmente los nacidos después de la Segunda Guerra Mundial. El alemán, el francés y el español son también comúnmente enseñados como segunda o tercera lengua. Otros idiomas como ruso, japonés, italiano, latín y raramente chino mandarín están disponibles en algunas escuelas, sobre todo en las ciudades. Con todo, el inglés, el alemán y el francés se consideraron los principales idiomas extranjeros en Noruega; por ejemplo, se utilizaron en el pasaporte noruego hasta la década de 1990 y existe un derecho por el que los estudiantes universitarios pueden utilizar dichos idiomas al presentar su tesis.

### Religión

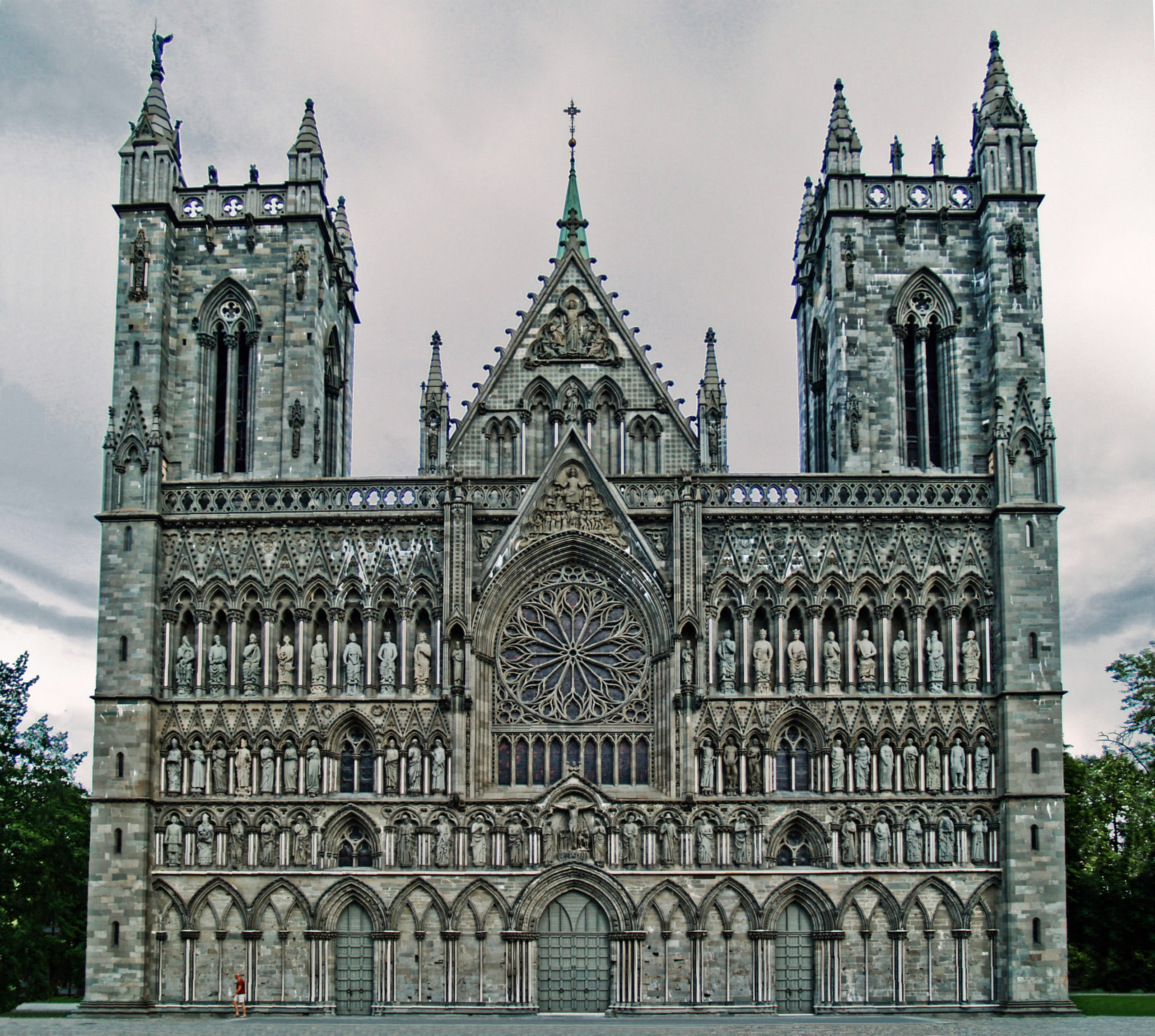
Catedral de Nidaros en Trondheim.

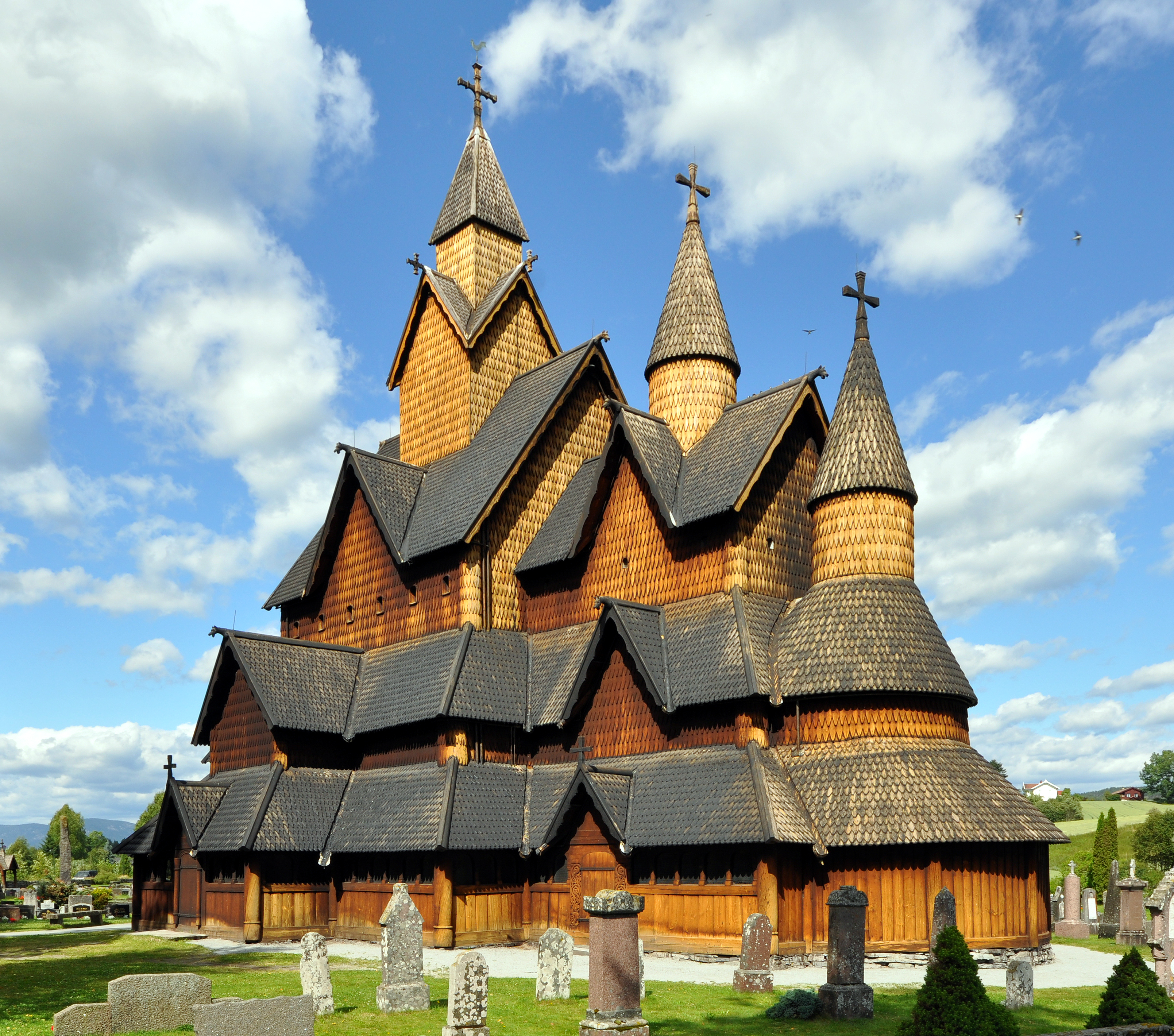
Iglesia de madera de Heddal en Notodden, la mayor Stavkirke de Noruega.

Alrededor del 69.5 % de la población pertenece a la Iglesia evangélica luterana de Noruega, aunque muchos no son miembros practicantes. El Estado apoya a la Iglesia y el rey nombra a los clérigos. Sin embargo, está garantizada la libertad religiosa completa y existen grupos protestantes y católicos que representan al 4 % de la población.
Los noruegos quedan registrados como miembros de la Iglesia de Noruega al ser bautizados, y hacen uso de los servicios de bautismos, confirmación, matrimonio y funerales, los cuales están muy arraigados en la cultura de este país.
Un poco más del 10 % de la población no se encontraba afiliada a la iglesia oficial al 1 de enero de 2009. Otras denominaciones cristianas congregan el 4.2 % de la población, incluyendo la Iglesia Libre Luterana Evangélica, la Iglesia católica, la Iglesia Bautista, la Iglesia Adventista del Séptimo Día, Iglesia Metodista y congregaciones pentecostales, entre otras. Entre las religiones no cristianas el islam es la más grande, y la segunda en mayor crecimiento. Un 1.5 % de la población son musulmanes. Esta es practicada por inmigrantes somalíes, árabes, albaneses y turcos, así como noruegos de ascendencia pakistaní.
Otras religiones que tienen menos de un 1 % son el judaísmo, el mormonismo (La Iglesia de Jesucristo de los Santos de los Últimos Días) y los Testigos de Jehová. Los inmigrantes hindúes introdujeron el hinduismo, el cual cuenta con menos de 5000 seguidores. El budismo cuenta con once asociaciones y alberga al 0.42 % de la población. Algunas minorías sami retienen su religión chamanística a pesar de que misioneros noruegos y daneses les convirtieron al cristianismo a finales del siglo XVIII.

### Educación

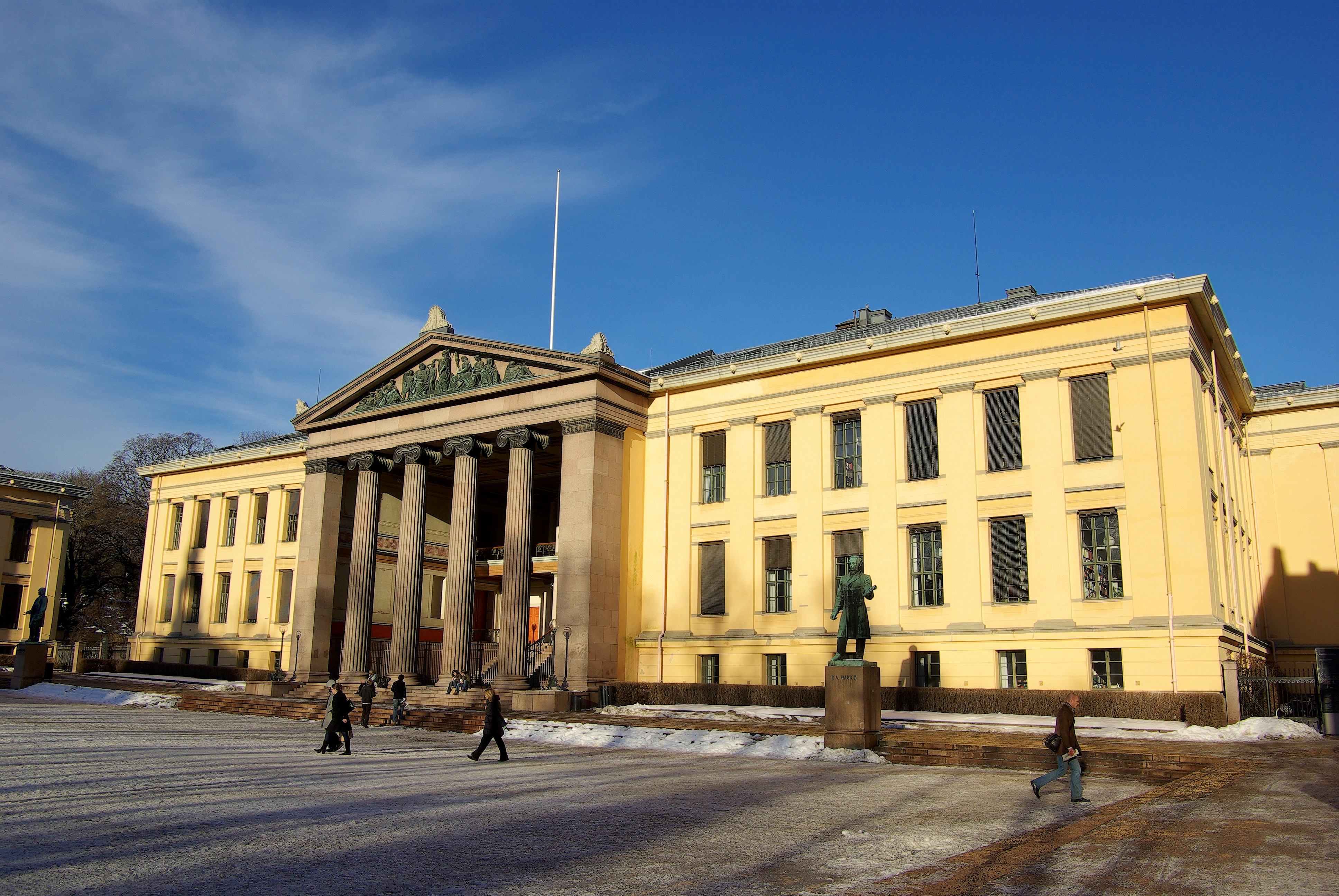
Facultad de derecho de la Universidad de Oslo

En Noruega, la educación es obligatoria para los niños desde los seis años hasta el final del décimo grado. Todos los niños tienen derecho a asistir a una escuela pública de forma gratuita. También se permite la asistencia a escuelas públicas y la enseñanza en casa. Además, todos los alumnos tienen derecho a asistir a una escuela secundaria (videregående skole) después de la primaria. La enseñanza obligatoria se introdujo en 1739. En 1889 se estableció que la enseñanza obligatoria duraba siete años. Más tarde se amplió la duración de la enseñanza obligatoria, y en 1969 se fijó en nueve años, y en 1997 en diez años. Los alumnos sami tienen derecho a la enseñanza en una lengua sami. Para los niños inmigrantes en edad escolar, el Estado noruego debe ofrecer cursos de lengua en todos los municipios.
Los jardines de infancia, junto con las escuelas, también están sujetos al Ministerio de Educación. Son gestionados por los municipios o de forma privada. En 2020, el 92.8 % de los niños de uno a cinco años y el 97.3% de los niños de tres a cinco años asistieron al jardín de infancia . La escuela primaria de diez años (grunnskole) se divide en una etapa de siete años para los niños (barnetrinn) y una etapa de tres años para los jóvenes (ungdomstrinn). La mayoría de los alumnos asisten a la escuela secundaria después de terminar la primaria. Se divide en ramas de escuela preparatoria de estudios, que corresponden a la escuela secundaria superior, y ramas de escuela preparatoria de formación profesional. Las escuelas técnicas superiores (fagskoler) ofrecen formación profesional tras la enseñanza secundaria.
La educación superior en Noruega se ofrece en un total de siete universidades, cinco colegios especializados y en veinticinco colegios universitarios, así como en distintas instituciones privadas. Sigue el Plan Bolonia, el cual se divide en el grado universitario (tres años), máster (dos años) y en el doctorado (tres años). La inscripción en la universidad se realiza tras finalizar la educación secundaria superior.
La educación pública es gratis sin importar la nacionalidad. El curso académico cuenta con dos semestres, los cuales comprenden de agosto a diciembre y de enero a junio. El Ministerio Noruego de Educación e Investigación es el responsable principal de la educación.

## Infraestructura

### Transporte

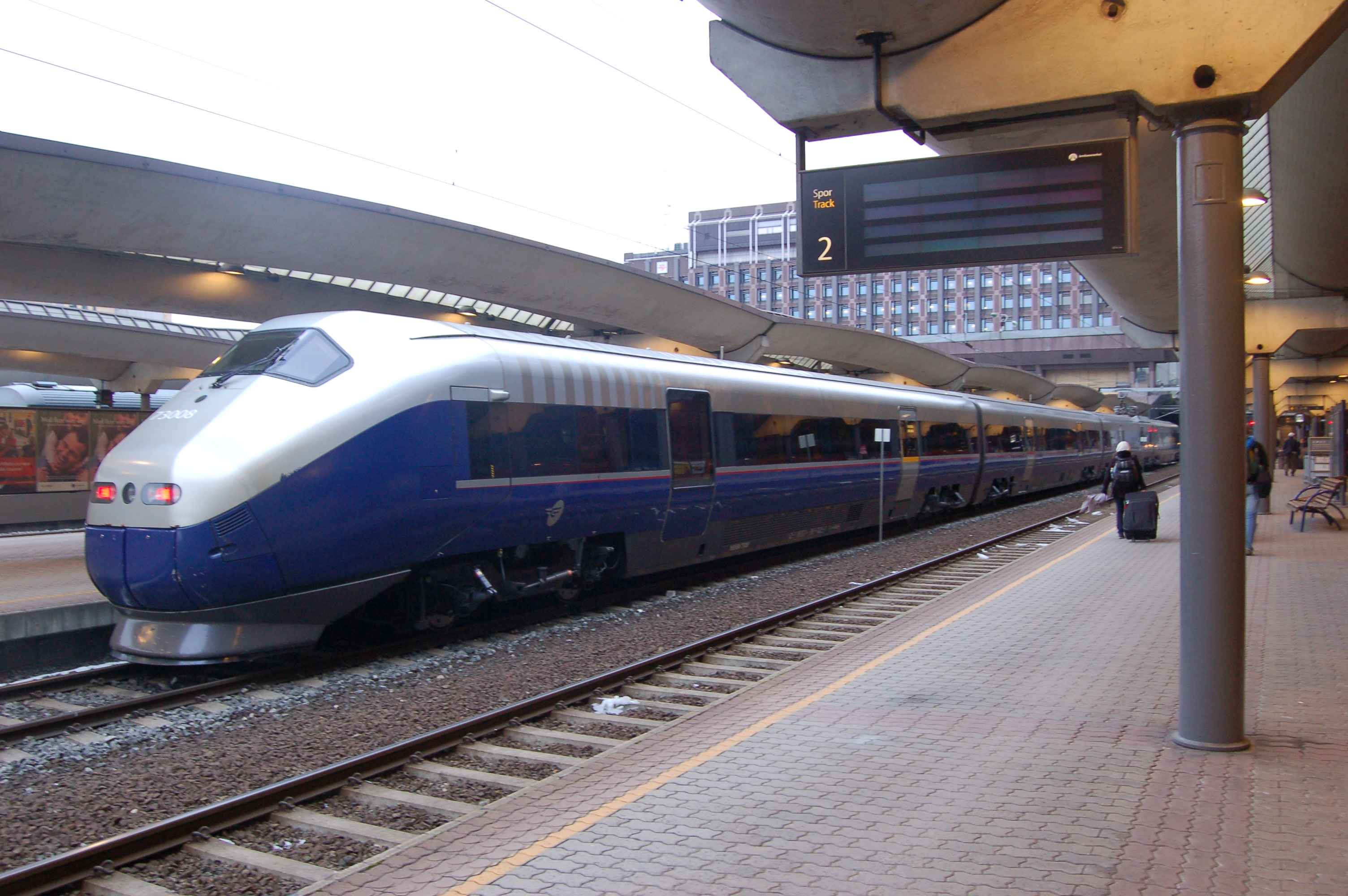
Tren NSB type 73 en la Estación Central de Oslo, la más grande del país.

Debido a la baja densidad de población, estrechas y largas costas, el transporte público en Noruega está menos desarrollado que en muchos países europeos, especialmente fuera de las ciudades. Por ello, en Noruega hay antiguas tradiciones de transporte por agua, pero el Ministerio noruego de Transportes y Comunicaciones ha favorecido en los últimos años el transporte por ferrocarril, por carretera y aéreo a través de numerosas filiales para el desarrollo de la infraestructura del país.
La red de trenes de Noruega se compone de 4114 kilómetros de líneas de ancho internacional, de los cuales 242 km son de doble vía y 64 km de alta velocidad (210 km/h). El 62 % de la red está electrificada a 15 kV 16 Hz CA ⅔. Los ferrocarriles transportan anualmente a 56 827 000 pasajeros y 24 783 000 toneladas de carga. Toda la red es propiedad de la Administración Nacional de Ferrocarriles de Noruega, mientras que todos los trenes de pasajeros en rutas interiores, excepto el tren exprés del aeropuerto son operados por empresas como Norges Statsbaner (NSB).La inversión en nueva infraestructura y mantenimiento se financia con el presupuesto del Estado, y las subvenciones se proporcionan para las operaciones del tren de pasajeros. NSB opera trenes de larga distancia, incluyendo los trenes nocturnos, servicios regionales y cuatro sistemas de trenes de cercanías, alrededor de Oslo, Trondheim, Bergen y Stavanger.
Hay aproximadamente 92 945 kilómetros de red de carreteras de Noruega, de los cuales 72 033 kilómetros están pavimentadas y 664 kilómetros son de autopista. Hay cuatro tipos de carreteras: condales, nacionales, municipales y privadas, siendo las carreteras nacionales las únicas numeradas. Las rutas nacionales más importantes son parte de las rutas europeas. De ellas, las dos más destacadas son la ruta europea E6 en dirección norte-sur a través de todo el país, mientras que la E39 sigue la costa oeste. Las carreteras nacionales y condales son gestionadas por la Administración Pública Noruega de Caminos.
De los noventa y ocho aeropuertos en Noruega, cincuenta y uno son públicos,[cita requerida] y cuarenta y seis de ellos los opera la empresa estatal Avinor. Siete aeropuertos tienen más de un millón de pasajeros al año. En 2007, más de cuarenta y un millones de pasajeros pasaron por los aeropuertos de Noruega, de los cuales algo más de trece millones eran internacionales.
La principal vía aérea de entrada a Noruega es el aeropuerto de Oslo-Gardermoen, situado a unos 50 km al norte de Oslo, con muchos destinos hacia otros países europeos y algunos intercontinentales. Además, es un centro de conexión para los dos las principales aerolíneas noruegas, Scandinavian Airlines System y Norwegian Air Shuttle, así como de los aviones regionales del oeste de Noruega de la compañía Widerøe.[cita requerida]

## Cultura

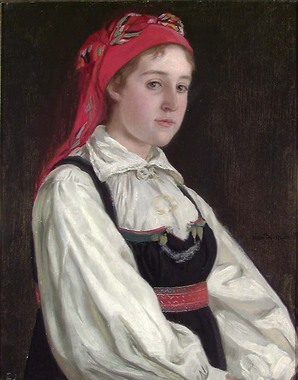
Vestido campesino tradicional noruego, conocido como folkedrakt, y vestidos modernos inspirados en ellos, llamados bunad, son muy utilizados en las ocasiones especiales.

La cultura agrícola noruega sigue jugando un papel en la cultura contemporánea de este país. En el siglo XVIII, inspiró un fuerte movimiento nacionalista romántico, que aún es visible en el idioma noruego y en los medios. En el siglo XIX, la cultura noruega floreció con esfuerzos nacionalistas para alcanzar una identidad independiente en las áreas de la literatura, el arte y la música.
Noruega ha sido un país progresista, que ha adoptado políticas y leyes a favor de los derechos de las mujeres, de las minorías y de la comunidad LGBT. Ya desde 1884, 171 de sus líderes, entre ellas cinco primer ministras del Partido Liberal y el Partido Conservador, cofundaron la Asociación Noruega para los Derechos de las Mujeres. Esta hizo campaña con éxito por el derecho a la educación, al sufragio femenino y al trabajo. En los años 1970, la igualdad de género también fue importante dentro de las prioridades gubernamentales con la fundación de un organismo público para promoverla.
En 1990 Noruega fue el primer país en reconocer el Convenio 169 de la OIT sobre pueblos indígenas recomendada por las Naciones Unidas. Con respecto a los derechos de los LGBT, Noruega fue el primer país en aplicar una legislación antidiscriminatoria protegiendo los derechos de los gais y de las lesbianas. En 1993 Noruega fue el segundo país en legalizar la unión civil para las parejas del mismo sexo, y el 1 de enero de 2009 Noruega fue el sexto país en hacer otro tanto con el matrimonio igualitario.
Como país promotor de los derechos humanos, Noruega organiza la conferencia anual conocida como Oslo Freedom Forum, una reunión descrita por el semanario británico The Economist el equivalente del Foro Económico de Davos en materia de derechos humanos.
La separación Iglesia-Estado sucedió significativamente más tarde en Noruega que en la mayor parte de Europa y aún no ha terminado. En 2012 el Parlamento noruego votó para darle más autonomía a la Iglesia de Noruega, una decisión que se confirmó en una enmienda constitucional el 21 de mayo de 2012.

### Literatura

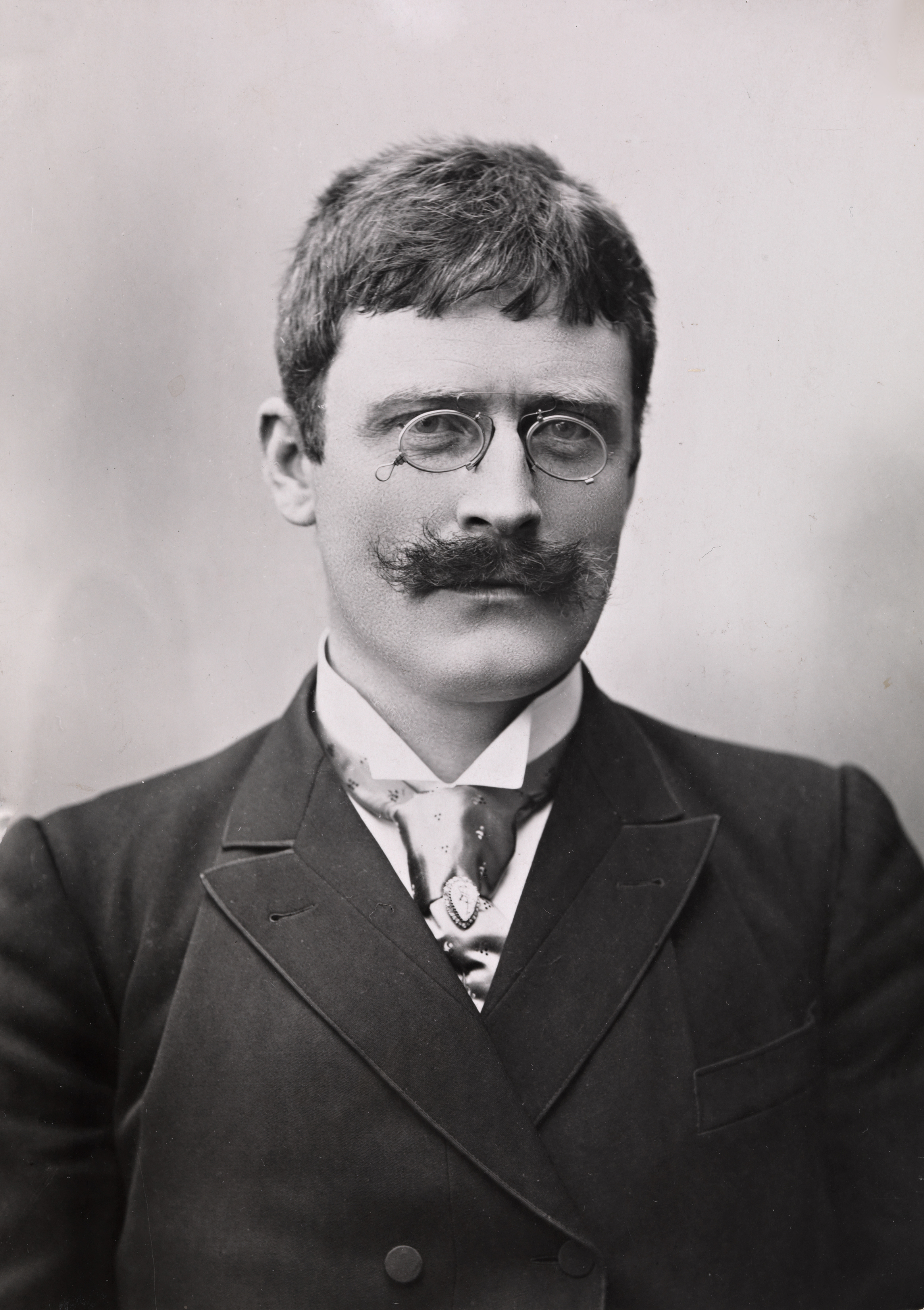
El novelista Knut Hamsun, que recibió el Premio Nobel de Literatura en 1920

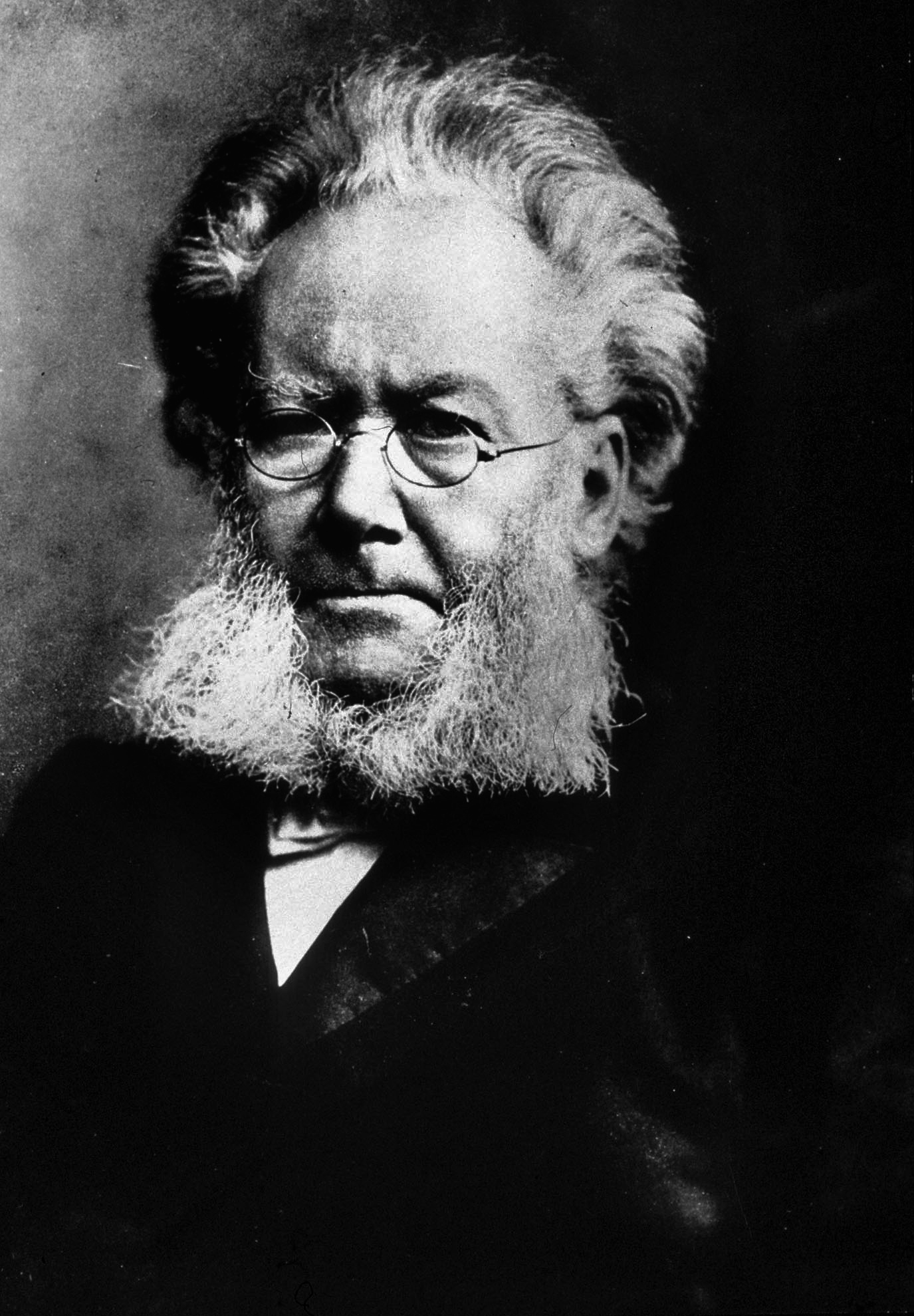
El dramaturgo Henrik Ibsen, autor de Casa de muñecas

La historia de la literatura noruega comienza con los poemas paganos de la Edda mayor y los versos de los escaldos de los siglos IX y X, con poetas como Bragi Boddason y Eyvindr skáldaspillir. La llegada del cristianismo en el año 1000 puso al noruego en contacto con los avances medievales del resto de Europa, la hagiografía y la historia escrita. Al mezclarse con la tradición oral y con la influencia islandesa, esto marcó la literatura escrita del siglo XII y de principios del XIII. Algunas obras relevantes de este periodo son Historia Norwegiæ, Þiðrekssaga y Konungs skuggsjá.
Durante la Unión Escandinava y la subsecuente Unión con Dinamarca hubo poca producción literaria noruega, con algunas notables excepciones como Petter Dass y Ludvig Holberg. En esta época, el gobierno impuso el uso del danés escrito, lo que implicó una disminución de la literatura escrita en noruego.
Dos grandes eventos precipitaron un gran renacimiento en la cultura noruega: en 1811 se fundó la universidad en Christiania y, bajo el influjo de las revoluciones francesa y estadounidense, los noruegos escribieron su primera Constitución en 1814. Algunos nombres que comenzaron a ser reconocidos nacional e internacionalmente fueron Henrik Wergeland, Peter Christen Asbjørnsen, Jørgen Moe y Camilla Collett.
A finales del siglo XIX, en la edad de oro de la literatura noruega, surgieron los autores conocidos como los «cuatro grandes»: Henrik Ibsen, Bjørnstjerne Bjørnson, Alexander Kielland, y Jonas Lie. Las «novelas de campesinos», de Bjørnson, como En glad gutt (Un muchacho feliz) y Synnøve Solbakken, son típicas del nacionalismo romántico noruego de esos días. Las novelas y cuentos de Kielland son sobre todo naturalistas. Aunque realizó importantes aportes al primer nacionalismo romántico (especialmente en Peer Gynt), Henrik Ibsen es conocido por sus dramas realistas como El pato salvaje y Casa de muñecas, que causaron revuelo debido a su cándido retrato de la clase media, mostrada con sus infidelidades, sus matrimonios infelices y sus hombres de negocios corruptos.
En el siglo XX, tres novelistas noruegos recibieron el Premio Nobel de Literatura: Bjørnstjerne Bjørnson en 1903, Knut Hamsun por La bendición de la tierra en 1920 y Sigrid Undset en 1928. También realizaron contribuciones importantes Dag Solstad, Jon Fosse, Cora Sandel, Olav Duun, Olav H. Hauge, Gunvor Hofmo, Stein Mehren, Kjell Askildsen, Hans Herbjørnsrud, Aksel Sandemose, Bergljot Hobæk Haff, Jostein Gaarder, Erik Fosnes Hansen, Jens Bjørneboe, Kjartan Fløgstad, Lars Saabye Christensen, Johan Borgen, Herbjørg Wassmo, Jan Erik Vold, Rolf Jacobsen, Olaf Bull, Jan Kjærstad, Georg Johannesen, Tarjei Vesaas, Sigurd Hoel, Arnulf Øverland y Johan Falkberget.

### Cine
El cine de Noruega ha recibido una atención creciente durante el siglo XX, que se ha traducido en algunos premios internacionales. El documental Kon-Tiki de 1950 sobre la expedición del mismo nombre ganó un premio Oscar. En 1959 también lo estuvo Nine Lives de Arne Skouen. Otra cinta notable es Flåklypa Grand Prix de Ivo Caprino, estrenada en 1975 y basada en los personaje del dibujante Kjell Aukrust.
Pathfinder de 1987 y dirigid por Nils Gaup, cuenta la historia del pueblo lapón, estuvo nominada al Oscar, lo mismo Søndagsengler de Berit Nesheim en 1997.
Desde los años 1990, la industria ha producido en promedio veinte películas por año. De gran éxito fue Kristin Lavransdatter, Telegrafisten y Gurin with the Foxtail. Knut Erik Jensen es uno de los nuevos directores con más éxito, junto a Erik Skjoldbjærg, que es recordado por Insomnia.
A finales de 2008, se estrenó Max Manus, un drama que transcurre durante la Segunda Guerra Mundial y cuenta la historia de Max Manus, un héroe de la resistencia noruega que realiza con éxito toda una serie de operaciones de sabotaje contra la ocupación alemana, y que se convirtió en la cinta noruega que más dinero ha recaudado en su historia. Otras cintas noruegas con gran éxito son Orions belte, Cold Prey, Cold Prey 2, Cold Prey 3 y The Troll Hunter.
Noruega también ha servido como localización para varias cintas de Hollywood y otras producciones internacionales, incluyendo Star Wars: Episode V - The Empire Strikes Back, para la cual se usó el glaciar Hardangerjøkulen para representar el planeta Hoth. Las películas Die Another Day, La brújula dorada, Espías como nosotros y Los héroes de Telemark, así como las teleseries Lilyhammer también tienen escenas filmadas en Noruega.

### Arquitectura

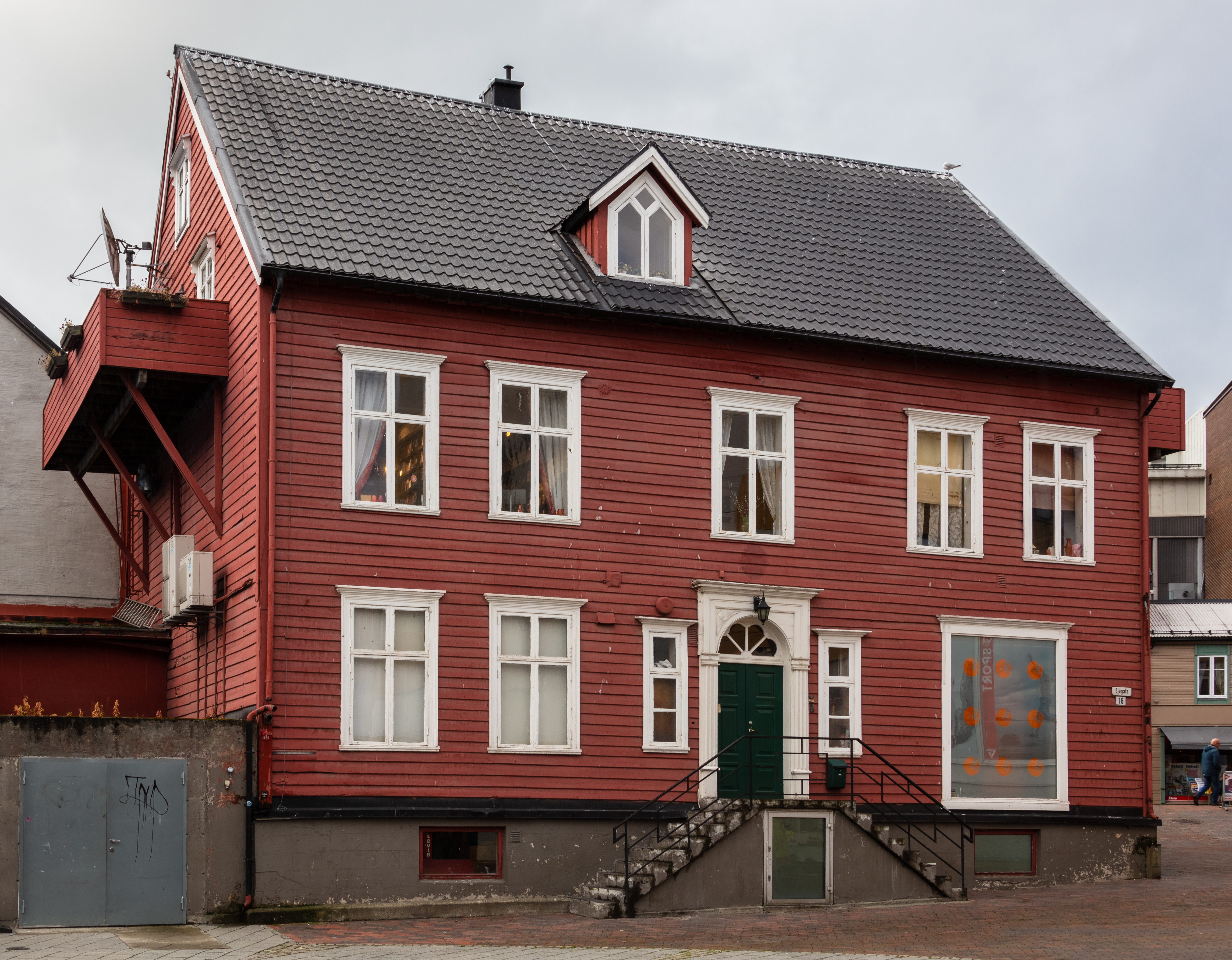
Típica casa noruega en Edificio en Tromsø.

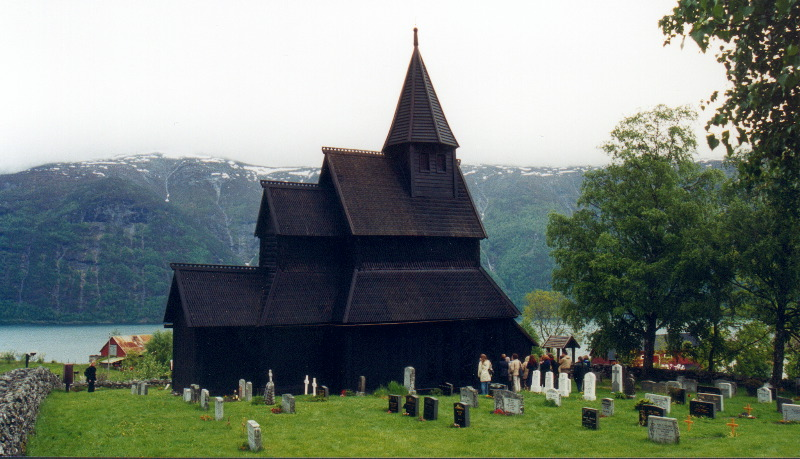
La iglesia de madera de Urnes, declarada Patrimonio de la Humanidad por la Unesco en 1979.

Gracias a sus grandes bosques, Noruega tiene una tradición de construir en madera. La mayoría de los edificios de interés están hechos de madera, lo cual refleja el gran interés que este material sigue teniendo para los arquitectos y los constructores.
Con la conversión de Noruega al cristianismo hace unos mil años, se comenzaron a construir iglesias. La arquitectura con piedra se introdujo de Europa para las estructuras más importantes, comenzando por la construcción de catedral de Nidaros en Trondheim. A principios del Medioevo, se construyeron en todo el país las iglesias de madera conocidas como stavkirkees. Muchas de ellas han sobrevivido y representan la contribución más especial de Noruega a la historia de la arquitectura. Un buen ejemplo iglesia de madera de Urnes, declarada Patrimonio de la Humanidad por la Unesco en 1979. Otro ejemplo notable de arquitectura de madera es el barrio de Bryggen en Bergen, en particular sus estrechos edificios de madera alineados sobre el muelle.

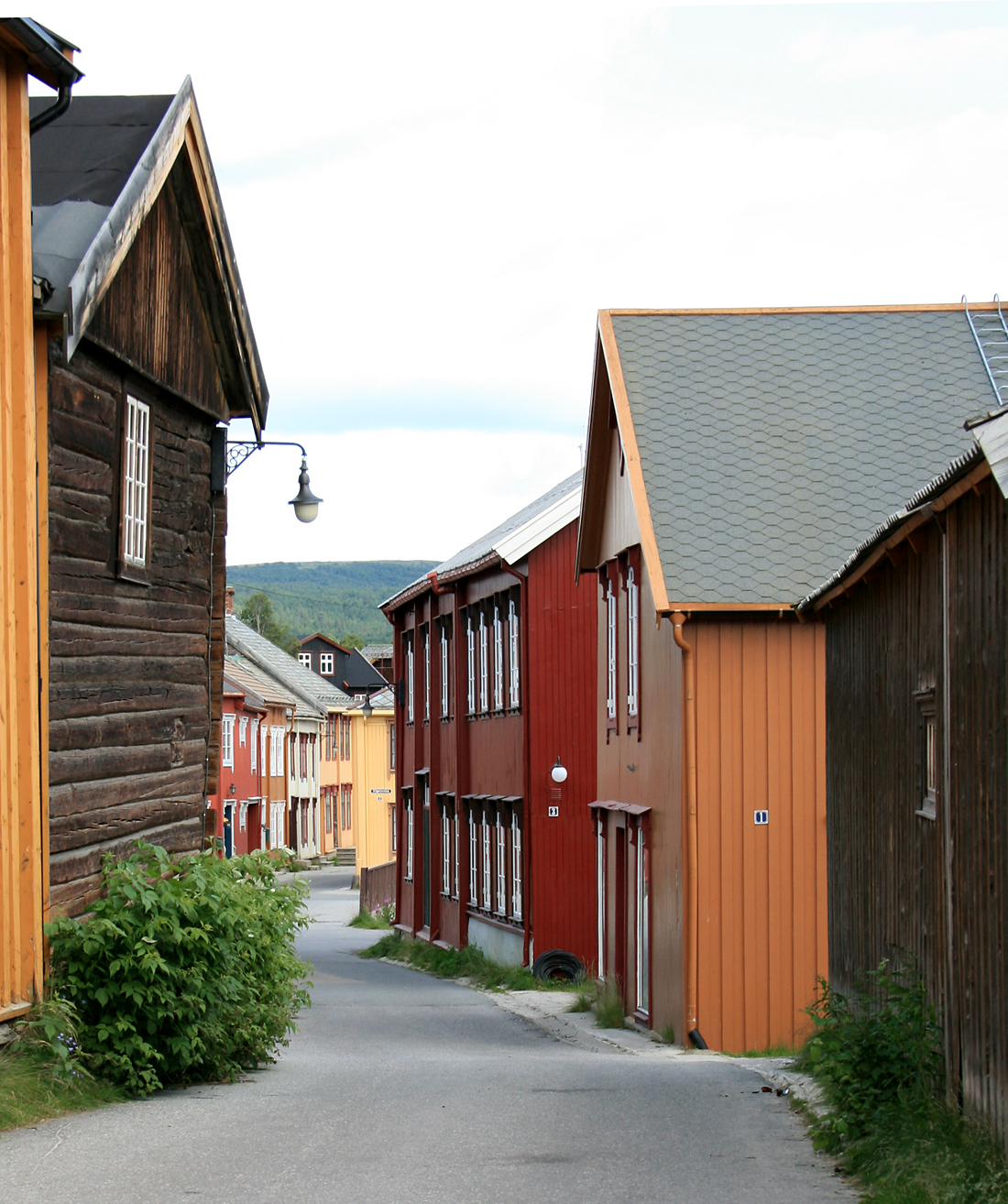
La ciudad de Røros, del, tiene calles estrechas y edificios de madera de ese periodo.

En el siglo XVII, bajo la monarquía danesa, se fundaron ciudades y poblados como Kongsberg y Røros. La ciudad tiene una iglesia de estilo barroco. Los tradicionales edificios de madera construidos en Røros han sobrevivido desde entonces.
Tras la disolución de la unión con Dinamarca en 1814, Oslo pasó a ser la capital nacional. El arquitecto Christian H. Grosch diseñó los primeros edificios de la Universidad de Oslo, la Bolsa de Oslo y muchos otros edificios e iglesias de ese período.
A principios del siglo XX, la ciudad de Ålesund se reconstruyó siguiendo el estilo Art Nouveau, influido por estilos de Francia. Los años 1930, cuando estaba en boga el funcionalismo, fueron un fértil periodo para la arquitectura noruega. Solo a finales del siglo XX los arquitectos noruegos alcanzaron fama mundial. Uno de los principales edificios modernos de Noruega es el Parlamento Lapón de Noruega en Kárášjohka, diseñado por Stein Halvorson y Christian Sundby. Su sala de debates es una versión de madera del lavvo, las tiendas tradicionales del pueblo lapón.

### Arte
Durante un largo periodo, la escena artística noruega estuvo dominada por obras traídas de Alemania y de Holanda lo mismo que bajo la influencia de Copenhague. Fue en el siglo XIX que comenzó una era de arte verdaderamente noruego, primero con retratos, luego con paisajes cada vez más impresionantes. Johan Christian Dahl, originalmente de la Escuela Superior de Bellas Artes de Dresde, regresó a Noruega para pintar sus paisajes occidentales, definiendo por primera vez la pintura de ese país.

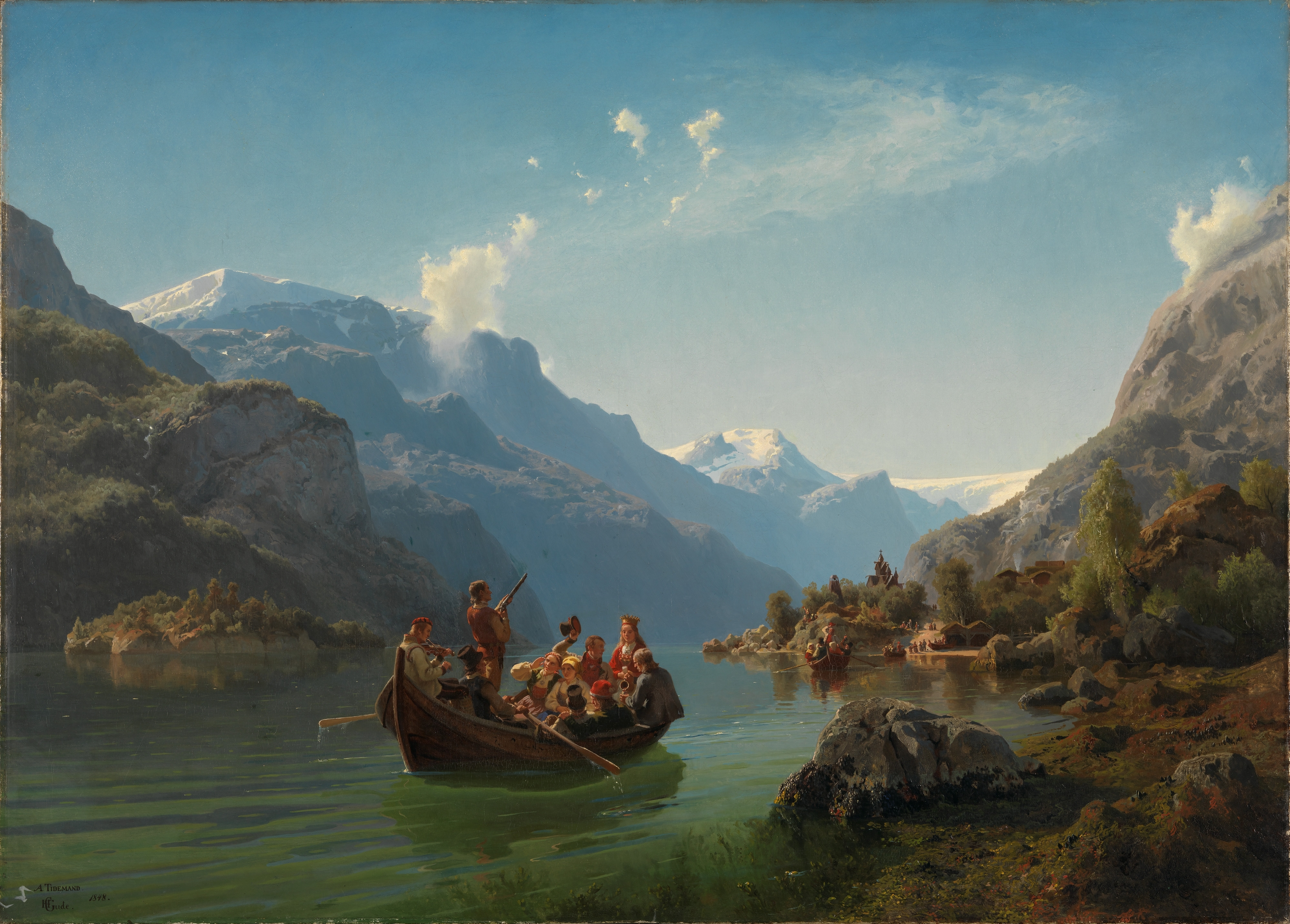
Brudeferd i Hardanger de Adolph Tidemand y Hans Gude, 1848.

La reciente independencia de Dinamarca animó a los noruegos a desarrollar su identidad nacional, especialmente con paisajes por artistas como Kitty Kielland, una mujer pintora que estudió con Hans Gude y Harriet Backer, 1845–1932, otra pionera entre las mujeres artistas, influenciada por impresionismo. Frits Thaulow, un impresionista, estaba influenciado por la escena artística parisina, lo mismo que Christian Krohg, un pintor realista famoso por sus pinturas sobre prostitutas.
De particular importancia es Edvard Munch, un pintor simbolista y expresionista que alcanzó la fama mundial por El grito, del que se dice que expresa la ansiedad del hombre moderno.
Otro artista notable es Harald Sohlberg, un pintor neorromántico recordado por sus pinturas de Røros, y Odd Nerdrum, un autor figurativo que mantiene que su arte no es bruto sino kitsch.

### Música
En música clásica cabe destacar al compositor romántico Edvard Grieg, a la soprano dramática Kirsten Flagstad y al compositor contemporáneo Arne Nordheim. También destacan algunos instrumentistas noruegos actuales como el pianista Leif Ove Andsnes y el celista Truls Mørk.

Existe una importante producción de jazz en Noruega de la mano de artistas tales como Jan Garbarek, Mari Boine, Arild Andersen, y Bugge Wesseltoft, mientras que Paal Nilssen-Love, Supersilent, Jaga Jazzist y Wibutee son artistas de nivel mundial de la generación joven.
Noruega posee una tradición de música folclórica que goza de bastante popularidad. Entre los músicos folclóricos más destacados se cuentan los violinistas de Hardanger Andrea Een, Olav Jørgen Hegge, Vidar Lande y Annbjørg Lien, Susanne Lundeng y los vocalistas Agnes Buen Garnås, Kirsten Bråten Berg y Odd Nordstoga.
Noruega es uno de los países que más sigue el Festival de la Canción de Eurovisión, concurso que ha ganado en tres ocasiones (1985 con Bobbysocks, 1995 con Secret Garden y 2009 con Alexander Rybak).
En música pop destaca el grupo de synthpop/new wave A-ha como el más exitoso internacionalmente. Así mismo, se destaca en electropop e indie pop, la cantante Aurora Aksnes.
En los años 1990 surge el black metal noruego, de la mano de grupos como Satyricon, Mayhem, Burzum, Darkthrone, Emperor, Immortal, Gorgoroth y Enslaved, algunos de ellos impulsaron un movimiento musical y contracultural, pagano y anticristiano que acabó derivando en quema de iglesias y algunos asesinatos y suicidios. No obstante, es un estilo con un gran seguimiento en Noruega y que es exportado internacionalmente.
Pese a la notable popularidad de la música por radio, el Gobierno noruego decretó apagar permanentemente la frecuencia radial AM/FM en el país, sustituyéndola por la señal digital DAB+ (Digital Audio Broadcasting) el 11 de enero de 2017.
También destacan los DJ Alan Walker y Kygo.

## Deportes

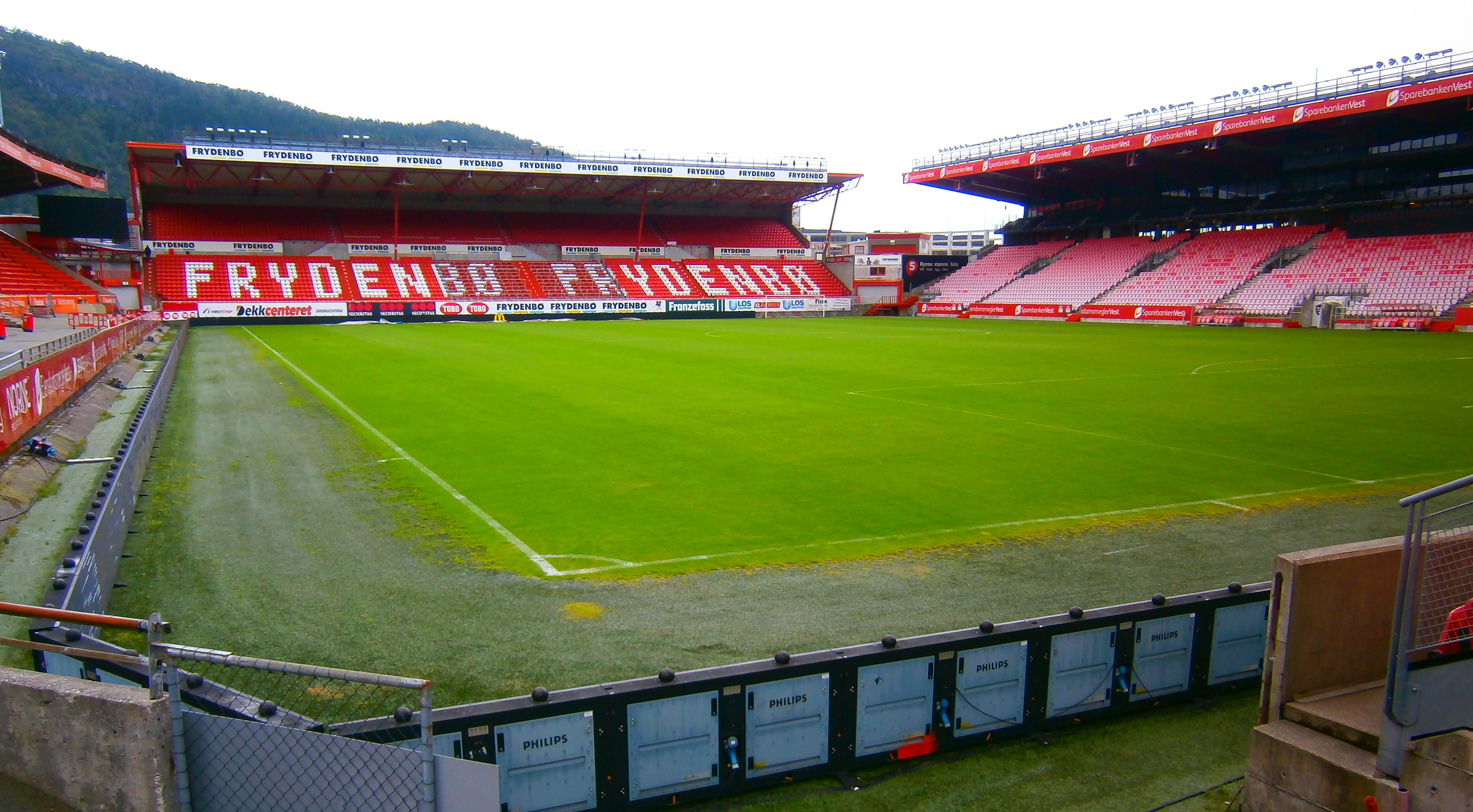
Brann Stadion (Bergen).

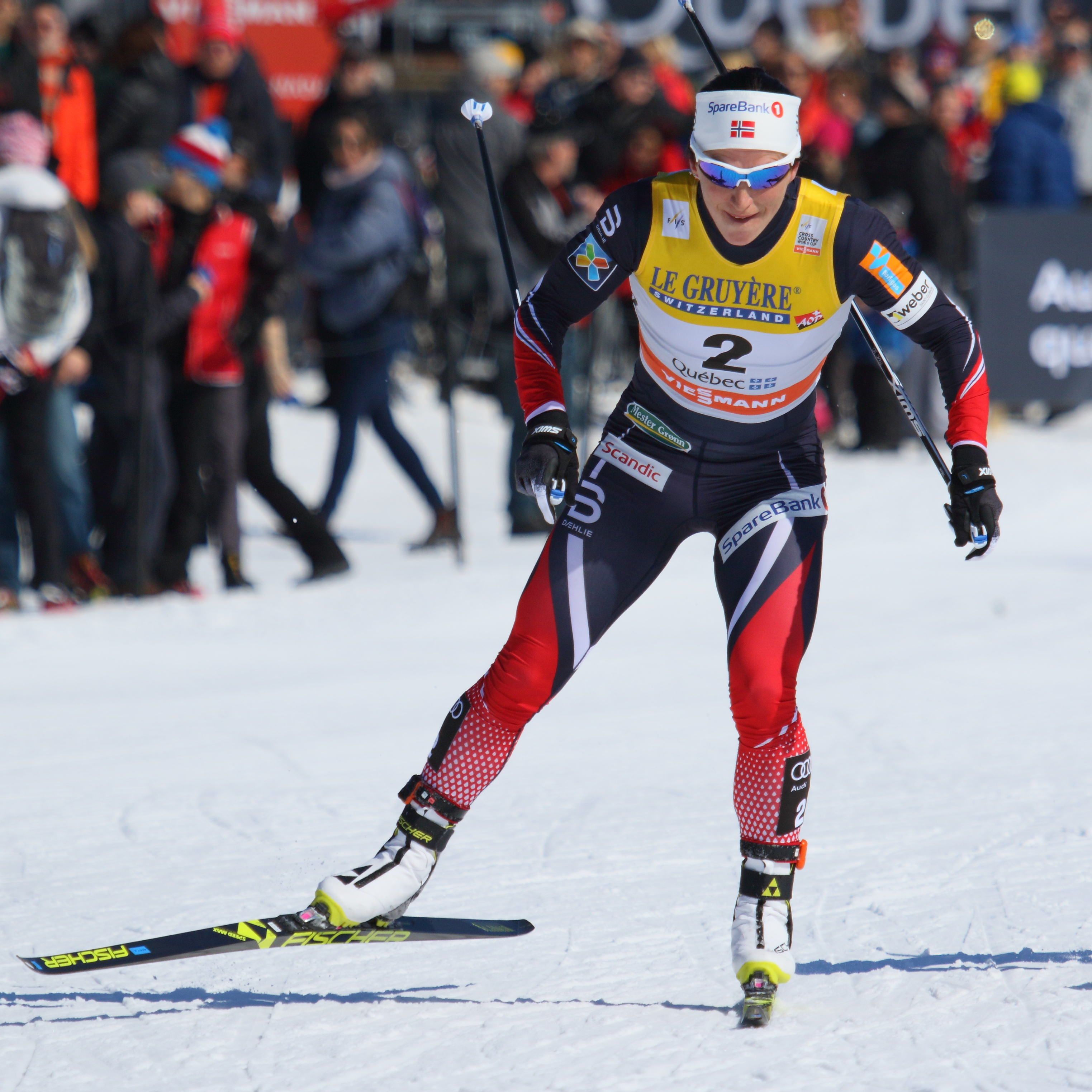
La esquiadora de fondo Marit Bjørgen es la deportista con más medallas en los Juegos Olímpicos de Invierno.

Noruega participa en los Juegos Olímpicos a través del Comité Olímpico Noruego, reconocido en 1900. Se considera que los primeros campeones olímpicos noruegos son los luchadores Charles Ericksen y Bernhoff Hansen en San Luis 1904, aunque ambos compitieron por Estados Unidos. El país cuenta con cerca de once mil clubes deportivos en distintas disciplinas.
Debido al clima de la zona, Noruega está especializada en deportes de invierno como el biatlón, el esquí, los saltos de esquí y el patinaje sobre hielo. También destacan en bandy, una modalidad similar al hockey sobre hielo. El país lidera el medallero histórico de los Juegos Olímpicos de Invierno con más de 320 preseas, y los ha llegado a organizar en dos ocasiones: Oslo 1952 y Lillehammer 1994.
La esquiadora Marit Bjørgen, especializada en esquí de fondo, es la deportista de invierno más exitosa de la historia al haber conseguido quince medallas olímpicas (ocho de oro) y ciento catorce victorias individuales entre 2000 y 2018. El esquiador Ole Einar Bjørndalen fue apodado «rey del biatlón» por su récord de ocho oros olímpicos. En cuanto al patinaje, destacaron especialmente el patinador de velocidad Hjalmar Andersen (1923-2013) y la patinadora artística Sonja Henie (1912-1969), quien llegaría a desarrollar una prolífica carrera como actriz en los Estados Unidos.

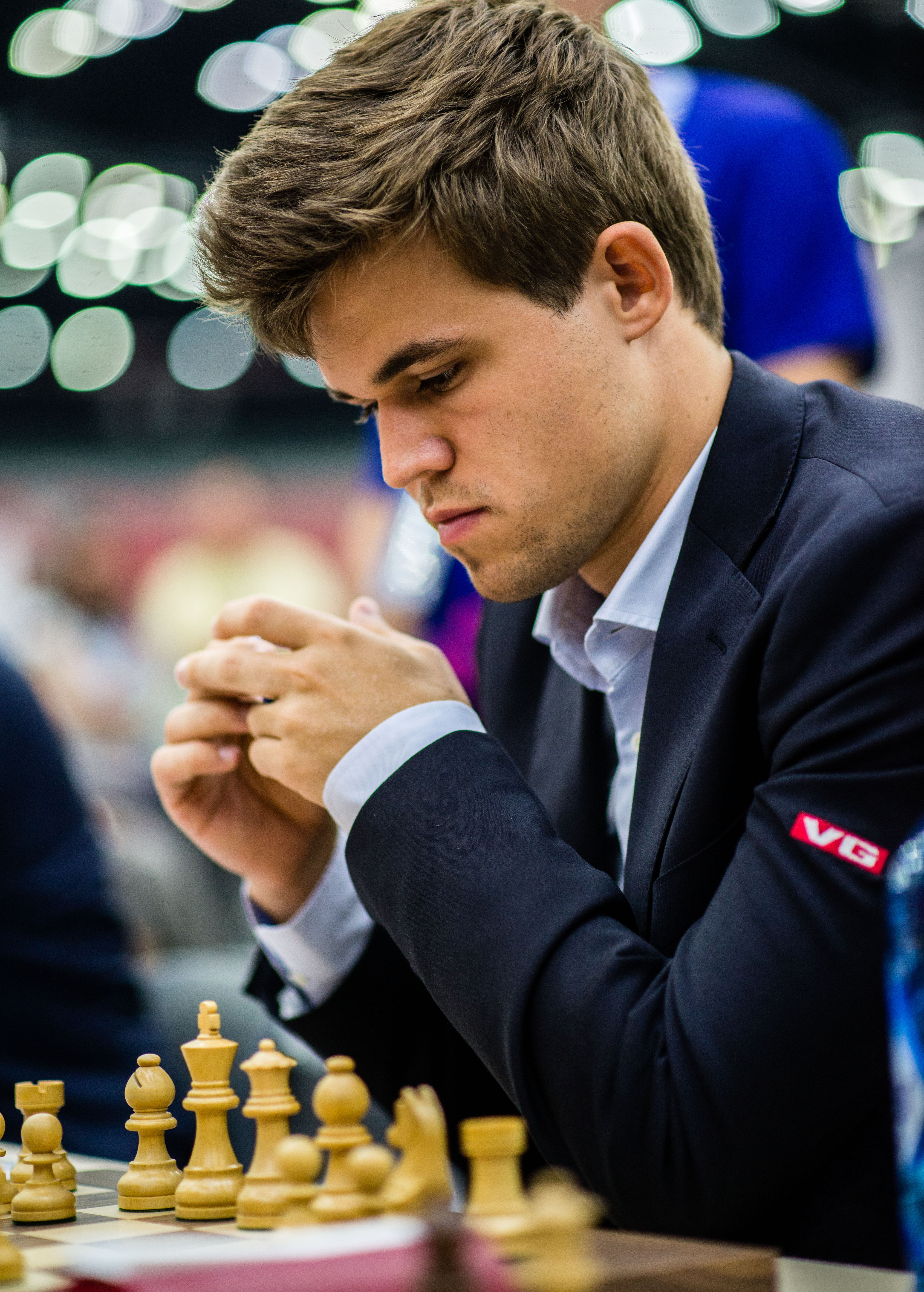
Magnus Carlsen, 5 veces campeón mundial de ajedrez.

El deporte de equipo más popular en Noruega es el fútbol, tanto en número de practicantes como en aficionados. A nivel competitivo, la selección femenina ha sido campeona mundial en 1995 y olímpica en Sídney 2000, mientras que la masculina solo ha participado en tres Copas Mundiales (1938, 1994 y 1998) y una Eurocopa. Dos de los jugadores más destacados son Ole Gunnar Solskjær y John Arne Riise, ambos ganadores de la Champions League, con el Manchester United y el Liverpool FC, respectivamente; hoy por hoy, el jugador más importante es Erling Haaland, internacional absoluto y también ganador de la UCL (Edición 2022-23) con el Manchester City. Mientras que, en la rama femenina, Ada Hegerberg, es una de las mejores jugadoras del mundo, ganó el Balón de Oro 2018, entregado por la revista France Football.
En cuanto al balonmano, la selección femenina noruega ha ganado tres mundiales, mientras que, su par masculino ha obtenido dos subcampeonatos.
A título individual, Noruega ha brillado en lanzamiento de jabalina gracias a atletas como Andreas Thorkildsen (plusmarca olímpica en 2008) y Trine Hattestad. El ajedrez ha ganado popularidad gracias a los triunfos de Magnus Carlsen, campeón mundial desde 2013 hasta 2023; en rally destaca Petter Solberg, vencedor del título de pilotos en 2003, y en golf sus mayores representantes han sido Karsten Solheim y Suzann Pettersen. Finalmente, en tenis, Casper Ruud es el primer noruego en ganar un torneo ATP, en llegar a la lista de los diez primeros del ranking, siendo su mejor ubicación el número dos, además de llegar a la final de un Master 1000 y de un Grand Slam.